# Legends of Tomorrow/Episodenliste
Diese Episodenliste enthält alle Episoden der US-amerikanischen Science-Fiction-Action-Fernsehserie Legends of Tomorrow, sortiert nach der US-amerikanischen Erstausstrahlung. Die Fernsehserie umfasst sieben Staffeln mit 110 Episoden.

## Übersicht
| Staffel | Episodenanzahl | Erstausstrahlung USA | Erstausstrahlung USA | Deutschsprachige Erstausstrahlung | Deutschsprachige Erstausstrahlung |
| Staffel | Episodenanzahl | Staffelpremiere      | Staffelfinale        | Staffelpremiere                   | Staffelfinale                     |
| ------- | -------------- | -------------------- | -------------------- | --------------------------------- | --------------------------------- |
| 1       | 16             | 21. Januar 2016      | 19. Mai 2016         | 30. August 2016                   | 14. Dezember 2016                 |
| 2       | 17             | 13. Oktober 2016     | 4. April 2017        | 10. Mai 2017                      | 30. August 2017                   |
| 3       | 18             | 10. Oktober 2017     | 9. April 2018        | 16. Juli 2018                     | 12. November 2018                 |
| 4       | 16             | 22. Oktober 2018     | 20. Mai 2019         | 30. März 2020                     | 10. August 2020                   |
| 5       | 15             | 14. Januar 2020      | 2. Juni 2020         | 17. August 2020                   | 23. November 2020                 |
| 6       | 15             | 2. Mai 2021          | 5. September 2021    | 1. November 2021                  | 13. Dezember 2021                 |
| 7       | 13             | 13. Oktober 2021     | 2. März 2022         | 19. Mai 2025                      |                                   |

## Staffel 1
Die Erstausstrahlung der ersten Staffel war vom 21. Januar bis zum 19. Mai 2016 auf dem US-amerikanischen Sender The CW zu sehen. Die deutschsprachige Erstausstrahlung sendete der deutsche Free-TV-Sender ProSieben vom 30. August bis zum 14. Dezember 2016.
| Nr. (ges.) | Nr. (St.) | Deutscher Titel         | Originaltitel         | Erstausstrahlung USA/Kanada | Deutschsprachige Erstausstrahlung (D) | Regie              | Drehbuch                                                         | Zuschauer (USA) |
| --- | --------- | ----------------------- | --------------------- | --------------------------- | ------------------------------------- | ------------------ | ---------------------------------------------------------------- | --------------- |
| 1 | 1         | Ein unschlagbares Team  | Pilot (1)             | 21. Jan. 2016               | 30. Aug. 2016                         | Glen Winter        | Marc Guggenheim, Phil Klemmer, Greg Berlanti & Andrew Kreisberg  | 3,214 Mio.      |
| Im Jahr 2166 stürzt der Unsterbliche Vandal Savage die Welt in seinem Streben nach der Weltherrschaft mit seiner Armee ins Chaos und veranlasst den Time Master Rip Hunter, mit seinem Schiff Waverider in das Jahr 2016 zu reisen, um – entgegen dem Gebot des Rates der Time Master, die Vergangenheit nicht zu verändern – Savages zukünftige Taten abzuwenden. Dafür stellt sich Rip ein kampferfahrenes Team zusammen, bestehend aus Ray Palmer (Atom), Sara Lance (White Canary), den fusionsfähigen Jefferson Jackson und Dr. Martin Stein (Firestorm), Kendra Saunders (Hawkgirl) und Carter Hall (Hawkman) sowie den beiden Verbrechern Leonard Snart (Captain Cold) und Mick Rory (Heat Wave). Obwohl viele zunächst zögern, erklären sich letztlich alle bereit, als Zeitreisende die Welt zu retten, auch wenn bei Snart und Rory die Aussicht auf gewinnbringende Raubzüge als Grund überwiegt. Als erstes reist Rip mit seiner neuen Crew nach St. Roch ins Jahr 1975, um Professor Aldus Boardman aufzusuchen, welcher bald sterben wird und ihnen als Experte für Vandal Savage dessen Aufenthaltsort mitteilen kann. Wie sich herausstellt, handelt es sich bei Boardman um Kendras und Carters gemeinsamen Sohn aus einem früheren Leben und in Abwesenheit des Teams wird die Waverider mit Jackson an Bord von dem zeitreisenden Kopfgeldjäger Chronos beschossen. Durch die seelische Verbindung zu Jackson spürt Dr. Stein die Gefahr und das Team eilt zurück, bevor es mit dem von Chronos tödlich verwundeten Boardman auf dem Schiff fliehen muss. Unter dem Druck der Crew offenbart Rip schließlich, dass der Rat aufgrund seines Regelverstoßes Chronos auf ihn angesetzt hat und er sich an Savage für die Ermordung seines Sohnes und seiner Frau rächen will. Zudem gesteht er, dass er die Teammitglieder aufgrund ihrer Irrelevanz im Zeitverlauf ausgewählt hat, was deren Vertrauen in ihn zwar schwächt, diese aber auch anregt, ihr Schicksal selbst zu bestimmen. Derweil bringt Savage in Norwegen Atomraketen in seinen Besitz.                                                                                       |           |                         |                       |                             |                                       |                    |                                                                  |                 |
| 2 | 2         | Die wilden Siebziger    | Pilot (2)             | 28. Jan. 2016               | 30. Aug. 2016                         | Glen Winter        | Phil Klemmer, Marc Guggenheim, Greg Berlanti & Andrew Kreisberg  | 2,897 Mio.      |
| Mithilfe von Boardmans Aufzeichnungen findet das Team Savage in Norwegen bei einer illegalen Waffenauktion, auf der dieser seinen neu erbeuteten Sprengkopf versteigern will. Ohne den um Autorität ringenden Rip schleicht sich das Team dazu, wird aber entlarvt und muss sich im aufkommenden Kampf gegen die anwesenden Terroristen verteidigen. Savage schafft sich zur unbemerkten Flucht eine Ablenkung, indem er einen Zeitzünder an der Atombombe aktiviert, die Firestorm daraufhin zu einem weit entfernten Ort fliegt, wo er die Explosionsenergie dank seiner Absorptionskraft gering halten kann. Zurück an Bord des Schiffes stellt sich heraus, dass Savage eine verlorengegangene Komponente des Waffensystems aus Rays Anzug aufgesammelt hat und diese laut einer Simulation des Bordcomputers „Gideon“ nutzen wird, um bereits 2016 Zerstörung über die Welt zu bringen. Da Dr. Stein weiß, dass ein Alphastrahlendetektor in der Lage wäre, das Teil aufzuspüren, und er im Jahre 1975 als einer der wenigen einen Prototyp davon besaß, macht er sich mit Jackson und Sara auf den Weg zu seinem früheren Ich. Es gelingt ihnen, den Detektor zu entwenden und mit diesem dann die Waffenkomponente aus Savages Labor zu bergen, allerdings mit der Folge, dass der junge Stein an diesem Abend nicht seine zukünftige Ehefrau kennenlernen wird. Währenddessen brechen Ray und Snart in ein Anwesen ein, um einen magischen Dolch zu stehlen, mit dem es möglich sein soll, Savage zu töten. Dabei tappen sie aber in eine Falle des Besitzers, Savage, der sie anschließend ihr Team zur Hilfe rufen lässt, in Hoffnung auf das Erscheinen seiner Erzfeinde, Kendra und Carter, deren Tod ihm mehr Macht verleiht. Nachdem Firestorm Ray und Snart befreit, stürzt sich Carter mit dem Dolch auf Savage, doch dieser gewinnt die Oberhand über den Dolch, mit dem er Carter schließlich ersticht und Kendra verletzt. Das Team flieht aufs Schiff und inmitten der Trauer über Carters Tod zeigt Rip Dr. Stein, dass er dessen jüngeres Ich doch noch mit seiner Ehefrau zusammenführen konnte.                                        |           |                         |                       |                             |                                       |                    |                                                                  |                 |
| 3 | 3         | In Lebensgefahr         | Blood Ties            | 4. Feb. 2016                | 6. Sep. 2016                          | Dermott Downs      | Marc Guggenheim & Chris Fedak                                    | 2,321 Mio.      |
| Beim Versuch, Savage durch einen Angriff auf sein Vermögen zu schwächen, werden Rip und Sara in der Bank vom Personal, welches zu Savages Gefolgschaft gehört, enttarnt und in einen Kampf verwickelt, in dem Sara durch ihre unkontrollierbare Mordlust die meisten Angestellten tötet. Einen von ihnen fragen sie an Bord aus, wobei dieser preisgibt, dass Rip bereits im Mittleren Reich einen gescheiterten Mordanschlag auf Savage verübte und letzterer Carters Leiche am Abend im Rahmen einer Gala verwenden will. Mit dem Jumpship der Waverider fliegt Jackson Snart und Rory derweil nach Central City, wo die beiden einen Smaragd stehlen, den Snart im Anschluss seinem Vater übergibt. Seine Hoffnung ist es, diesen damit von demselben Raub abzuhalten, der ihm damals eine langjährige Gefängnisstrafe einbrachte, in deren Folge er gewalttätig an seiner Familie wurde. Mit der Hilfe von Dr. Stein gelingt es Ray in der Zwischenzeit, mit seinem schrumpfbaren Anzug winzige Metallsplitter des Dolches aus Kendras Blut zu entfernen, was dazu führt, dass sich ihr Gesundheitszustand trotz ihrer anhaltenden Bewusstlosigkeit verbessert. Auf der Feier werden Rip und Sara schließlich von Savages Dienern entdeckt, gefangen genommen und Zeuge eines geheimen Rituals, bei dem Savage seinen Anhängern Carters Blut zur Verlängerung ihres Lebens zu trinken gibt. In einem epileptischen Anfall alarmiert Kendra Ray und Stein und diese die im Jumpship sitzenden Jackson, Snart und Rory, welche die Zeremonie anschließend stürmen und Sara und Rip befreien. Im Kampfgetümmel schafft es Rip, seine lang ersehnte Rache an Savage zu üben, indem er ihm die Kehle aufschneidet, wobei er jedoch den Namen seines Sohnes und seiner Frau nennt und Savage damit die Chance gibt, diese im Jahr 2166 zu finden und zu töten. Durch die Bergung von Carters Leichnam kann die Crew ihn zusammen mit Boardman am nächsten Tag angemessen bestatten, bevor sie auf Hinweis von Gideon in das Jahr 1986 reisen, um Savage dort als nächstes anzutreffen.                                                                           |           |                         |                       |                             |                                       |                    |                                                                  |                 |
| 4 | 4         | Liebesgrüße aus Moskau  | White Knights         | 7. Feb. 2016                | 13. Sep. 2016                         | Antonio Negret     | Sarah Nicole Jones & Phil Klemmer                                | 2,392 Mio.      |
| Im Jahr 1986 angekommen unternimmt das Team eine Mission ins Pentagon, um von dort eine streng gesicherte Akte über Savage zu stehlen, was gelingt, auch wenn Kendra dabei von den Kräften aus ihrem ersten Leben als altägyptische Kampfpriesterin übermannt wird und mehrere Wachen angreift. Da Savage laut Akte in der Sowjetunion zusammen mit der Physikerin Valentina Vostok an einem Forschungsprojekt arbeitet, fliegt die Crew dorthin und bekommt es auf dem Weg mit Chronos zu tun, dessen Schiff Rip jedoch durch ein geschicktes Lenkmanöver mithilfe der sowjetischen Luftstreitkräfte zum Absturz bringen kann. Am Abend lauern Ray und Snart Vostok dann vor dem Bolschoi-Theater auf und im Gegensatz zu Ray schafft es Snart, Vostok zu verführen und ihr eine Zugangskarte ihres Forschungsunternehmens zu entwenden. Während Kendra und Sara im Schiff die Bändigung ihrer Kräfte trainieren, treffen Rip und Rory bei der Untersuchung einer Zeitanomalie auf den Time Master Zaman Druce, der Rip im Namen des Rates bittet, seine Handlungen zu unterlassen und die Mitglieder des Teams wieder in ihre Zeit zurückzuschicken. Nach kurzer Bedenkzeit zeigt sich Rip einverstanden, wird daraufhin aber von Druce mit Chronos hintergangen, die er nur mit der Hilfe von Firestorm und Rory in die Flucht schlagen kann. Dass Jackson aufgrund seines stürmischen Verhaltens dabei verletzt wird, löst einen Streit zwischen ihm und Dr. Stein aus, von dessen Befehlen sich Jackson in ihrer fusionierten Form unterdrückt fühlt. Mit der Karte verschafft sich Dr. Stein anschließend Zutritt zu dem Unternehmen und findet heraus, dass Savage und Vostok ein Metawesen nach dem Vorbild von Firestorm erschaffen wollen. Stein schafft es, die Energie des dafür notwendigen Thermokerns mithilfe seiner Metakraft zu absorbieren, seine Begleiter, Ray und Snart, werden aber von Vostok entdeckt. Dank eines Überraschungsangriffes von Rory kann Snart mit dem abgeschalteten Kern fliehen, doch Ray, Stein und Rory werden gefangen genommen.                                                                                  |           |                         |                       |                             |                                       |                    |                                                                  |                 |
| 5 | 5         | Flucht aus dem Gulag    | Fail-Safe             | 18. Feb. 2016               | 20. Sep. 2016                         | Dermott Downs      | Beth Schwartz & Grainne Godfree                                  | 2,248 Mio.      |
| Nach der Ankunft in einem Gulag werden Ray und Rory in eine Zelle gesperrt, während Dr. Stein von Vostok vergeblich darum gebeten wird, die Formel preiszugeben, die diese zur Stabilisation der Firestorm-Reaktion benötigt. Ohne Kendra und Jackson, denen er Erholung verordnet hat, geht Rip mit Sara und Snart einen Plan zur Befreiung ihre Kumpanen an und verschafft den beiden dafür zunächst über einen Kontakt zur russischen Mafia Zugang zum Gulag. Nach mehreren erfolglosen Überredungsversuchen beginnt Savage dort unterdessen, Ray und Rory vor Steins Augen zu foltern, was bei diesem Wirkung zeigt und ihn dazu bringt, sich zur Kooperation bereitzuerklären. Als Snart sich im Untergrund des Gulags spontan entscheidet, zuerst seinen Freund Rory zu befreien, nimmt Sara alleine die Verfolgung auf, schafft es jedoch nicht, Stein vor dem Eintritt ins Labor abzufangen. Da Rip die Mission kurz vor dem Scheitern sieht, greift er auf Kendra und Jackson zurück und lässt erstere letzteren hinter die Mauern des Gulags fliegen, damit dieser dort manuell einen Stromausfall verursacht. Dies führt dazu, dass sich die elektrisch gesicherten Gefängniszellen öffnen und sämtliche Insassen in den Hof strömen, wodurch auch Snart, Rory und Ray fliehen können. Während Vostok herausgefunden hat, dass Stein selbst die Hälfte eines Firestorms ist, und mithilfe eines anderen Thermokerns mit ihm fusioniert, trifft Rip auf Savage, den er mit von Kendra angebrachten Sprengladungen in die Luft sprengt. Durch seine Verbindung zu Dr. Stein gelingt es Jackson, diesen aus der aufgrund des fehlenden Quantenspleißers instabilen Firestorm-Fusion zu lösen, was eine unkontrollierte Reaktion von Vostoks Molekülen zur Folge hat und in einer großen Explosion mündet, der die Crew mit ihrem Schiff nur knapp entflieht. Später wird die Waverider durch einen erneuten Angriff von Chronos aus dem Zeitwirbel geschleudert und landet im Star City des Jahres 2046, wo das Team auf einen grün gekleideten Bogenschützen stößt, bei dem sich aber nicht um Oliver Queen handelt.                                  |           |                         |                       |                             |                                       |                    |                                                                  |                 |
| 6 | 6         | Star City 2046          | Star City 2046        | 25. Feb. 2016               | 28. Sep. 2016                         | Steve Shill        | Marc Guggenheim & Ray Utarnachitt                                | 2,473 Mio.      |
| Nach einem feindseligen Empfang durch den Bogenschützen und der Rückkehr auf das Schiff bietet sich dem Team der Anblick eines völlig zerstörten und im Chaos versunkenen Star City im Jahr 2046. Da Rip für die Reparatur des Schiffes einen funktionstüchtigen neuromorphen Cortex benötigt, macht er sich mit Sara, Snart und Rory auf den Weg zu „Smoak Industries“, ehemals Palmer Technologies, und gerät dabei in einen Kampf zwischen dem Bogenschützen und einer Gang. Während Rory deren Anführer mit seiner Feuerpistole tötet, dessen Platz einnimmt und sich anschließend mit dem missmutigen Snart in eine Bar zurückzieht, erzählt der neue Green Arrow, Connor Hawke, Sara und Rip von seinem unermüdlichen Kampf gegen die Gewaltherrschaft von Grant Wilson alias Deathstroke, Sohn von Slade, welcher die Stadt mit seiner Armee einst in die Anarchie gestürzt hat. Auf dessen plötzliches Erscheinen hin fliehen die drei in das frühere Green-Arrow-Versteck, wo sie auf den gealterten, stark verwahrlosten und einarmigen Oliver Queen treffen, der Connors wahren Namen, John Diggle junior, welchen dieser aus Reue für den Tod seines Vaters abgelegt hat, sowie den mutmaßlichen Aufenthaltsort des Cortex offenbart. Vor Ort finden Sara, Rip und Connor den Prototyp, werden allerdings von Deathstrokes Soldaten überrascht, die zwar mithilfe von Snart und des widerwillig zurückgekehrten Rory in die Flucht geschlagen werden können, dabei aber Connor entführen. Obwohl Rip erklärt, dass diese Zukunft nicht gewiss ist, und droht, ohne sie loszufliegen, will Sara Connor vor der geplanten öffentlichen Hinrichtung durch Deathstroke bewahren und motiviert den lebensmüden Oliver, ihr dabei zur Seite zu stehen. Von Dr. Stein überredet eilt Rip den beiden mit dem restlichen Team zur Hilfe, wodurch Connor befreit und Grant Wilson besiegt werden kann. Nachdem Oliver neuen Mut gefasst hat und beschließt, gemeinsam mit Connor die Verbrechensbekämpfung wiederaufzunehmen, verabschiedet sich die Crew und verschwindet mit der Waverider.                                                                |           |                         |                       |                             |                                       |                    |                                                                  |                 |
| 7 | 7         | Piraten an Bord!        | Marooned              | 3. März 2016                | 5. Okt. 2016                          | Gregory Smith      | Anderson Mackenzie & Phil Klemmer                                | 2,277 Mio.      |
| In Rückblenden zeigt sich, wie sich Rip und seine Frau Miranda bei der Ausbildung zum Time Master kennenlernten und Miranda diese Rip zuliebe abbrach, da eine Liebesbeziehung unter Time Mastern vom Rat untersagt war. In der Hoffnung auf ein für die Verfolgung von Savage notwendiges Computer-Update der Zeitlinie kommt Rip dem Notruf des im Weltraum gestrandeten Time-Master-Schiffes Acheron nach, woraufhin er mit Jackson, Dr. Stein und Rory im Jumpship der Waverider an dieses andockt und geradewegs in eine Falle von „Zeitpiraten“ läuft. Über einen Funkspruch an die Waverider, in dem deren Anführer, Jon Valor, die Herausgabe derselben fordert, aktiviert Rip durch die Aussprache von Signalwörtern ein Protokoll im Bordcomputer, welches die Waverider in die Flucht steuern lässt, wobei ihre Hülle allerdings durch den Beschuss der Acheron beschädigt wird. Während Snart und Sara bei dem Versuch, den Riss zu versiegeln, durch einen Sicherheitsmechanismus eingesperrt werden und zu erfrieren drohen, wird Rip in der Arrestzelle aus seiner Verzweiflung heraus beleidigend gegenüber Rory, der ohnehin frustriert ist, da er lieber in Star City 2046 geblieben wäre, jedoch von Snart aufs Schiff gezerrt wurde, und sich nun zur Kollaboration mit Valor entschließt. Ray gelingt es derweil, die Hülle des Schiffes von außen zu reparieren, erleidet bei der Rückkehr an Bord aufgrund von Sauerstoffmangel allerdings einen Herzstillstand, den er aber dank Kendras lebensrettenden Maßnahmen überlebt. Stein, der auf dem Jumpship zurückgeblieben war, befreit die Zellinsassen der Acheron schließlich, wodurch er, Rip und Jackson dem restlichen Team beim Angriff der Zeitpiraten auf die Waverider zur Hilfe kommen und Rip diese mit einem Trick aus einer geöffneten Schleuse ins All befördern kann. Nachdem Rip vom Captain der Acheron als Dank für die Rettung das Zeitlinien-Update erhält, kündigt Snart der Crew an, sich selbst um Rory zu kümmern, und feuert dann mit der Intention, ihn zu töten, an einem abgelegenen Ort seine Eiskanone auf ihn.                                           |           |                         |                       |                             |                                       |                    |                                                                  |                 |
| 8 | 8         | Harmony Falls           | Night of the Hawk     | 10. März 2016               | 12. Okt. 2016                         | Joe Dante          | Sarah Nicole Jones & Cortney Norris                              | 2,009 Mio.      |
| Die aktualisierte Zeitlinie führt das Team ins Jahr 1958 nach Harmony Falls, einer Kleinstadt in Oregon, die gerade unter einer Mordserie sowie dem mysteriösen Verschwinden dreier Jugendlicher zu leiden hat. Um mehr darüber in Erfahrung zu bringen, mischen sich die Crewmitglieder in verschiedenen Rollen unter das Volk, so ziehen Ray und Kendra als vermeintliches Ehepaar in ein Haus ein und lernen ihren neuen Nachbarn, Savage, kennen, der hier als Leiter eines Sondertraktes der Nervenheilanstalt tätig ist und glaubt, Kendra erkenne ihn nicht. In seinem geschrumpften Anzug schleicht sich Ray am nächsten Tag in Savages Haus und erbeutet einen Dolch, den Rip als denjenigen identifiziert, der Savage für immer töten könnte. Beim Kennenlernen von Betty, der Freundin eines der vermissten Teenager, wird Jackson auf einem Ausflug von zwei gehässigen Jungs gestört, die jedoch von vogelähnlichen Kreaturen angegriffen und verschleppt werden, welche auch Betty verletzen. Auf dem Weg ins Krankenhaus wird Jackson vom örtlichen Sheriff angehalten, der ihn niederschlägt und zu Savage in die Psychiatrie bringt, wo dieser Jackson Nth-Metall verabreicht, das Element eines Meteoriten. Dieses verlieh Kendra einst im Alten Ägypten ihre Kräfte und lässt Jackson nun zu einem Vogelwesen wie die anderen verschwundenen Jugendlichen mutieren. Während Rip und Snart die im Auto zurückgelassene Betty finden, wagt Kendra den Versuch, Savage bei einer persönlichen Verabredung mit dem Dolch zu töten, was jedoch misslingt und dazu führt, dass dieser flieht und seine im Sondertrakt gehaltenen Kreaturen freilässt. Durch den Einsatz des Teams können diese aber schnell gestoppt werden und mit einem Antiserum, das Dr. Stein aus an Bettys Wunden vorhandenen DNA-Spuren der Monster hergestellt hat, zurückverwandelt werden. Als kurz vor Abflug die Waverider dann überraschend von Chronos angegriffen und geentert wird, gibt Rip notgedrungen den Befehl zum Start, woraufhin das Schiff abhebt, allerdings ohne Ray, Kendra und Sara an Bord.                                                        |           |                         |                       |                             |                                       |                    |                                                                  |                 |
| 9 | 9         | Gestrandet              | Left Behind           | 31. März 2016               | 18. Okt. 2016                         | John Showalter     | Beth Schwartz & Grainne Godfree                                  | 1,965 Mio.      |
| Nach der Eroberung der Waverider entführt Chronos Snart mit dem Jumpship und hinterlässt Rip, Jackson und Stein das Schiff mit einem beschädigten Navigationssystem, das es ihnen vorerst unmöglich macht, zu Ray, Kendra und Sara zurückzukehren. Diese warten vergeblich auf ihre Freunde und sitzen somit im Jahr 1958 fest, was Ray und Kendra damit bewältigen, dass sie als Paar in Hub City ein Haus beziehen, während Sara der Liga der Assassinen in Nanda Parbat beitritt. Durch die notdürftige Wiederherstellung des Navigationssystems kann die Waverider die Position von Ray und Kendra ansteuern, allerdings erst im Jahr 1960, womit für die beiden zwei Jahre vergangen sind, ebenso für Sara, die das Team daraufhin aus Nanda Parbat zurückholen will. An Bord des Jumpships entpuppt sich Chronos unter seinem Helm derweil als Rory, den Snart in Wahrheit nicht umgebracht, sondern nur in der Wildnis ausgesetzt hat, wo die Time Master ihn im Sterben liegend fanden. Seine Rachepläne für Snart muss Rory jedoch verschieben, als er die Waverider in Nanda Parbat lokalisiert, wo das Team unterdessen von Saras Loyalität gegenüber Ra’s al Ghul, dem Anführer der Liga, überrascht wird und für sein unerlaubtes Eindringen hingerichtet werden soll. Um dies zu verhindern, erwirkt Rip gemäß den Bräuchen der Liga einen Entscheidungskampf zwischen Kendra und Sara, in dem letztere sich aber als überlegen erweist und droht, Kendra zu töten. In einem Moment des Zögerns wird der Kampf von Chronos unterbrochen, der sich gerade den Weg von Assassinen freischießt und Ra’s dazu zwingt, auf die Hilfe des Teams zurückzugreifen, welches Chronos diesmal besiegen kann. Nachdem Ra’s dem Team als Dank die Freiheit und Sara den Austritt aus der Liga gewährt, wird die Crew mit Snart wieder vollzählig und sperrt Rory in eine Zelle des Schiffes. Anschließend will Rip ins Jahr 2147 zu reisen, da er dort sicher weiß, wo Savage zu finden ist, auch wenn er dabei aufgrund der zeitlichen Nähe zu seiner Gegenwart mit erhöhter Gegenwehr rechnet.                                                              |           |                         |                       |                             |                                       |                    |                                                                  |                 |
| 10 | 10        | Die Ödipus-Prophezeiung | Progeny               | 7. Apr. 2016                | 26. Okt. 2016                         | David Geddes       | Phil Klemmer & Marc Guggenheim                                   | 1,880 Mio.      |
| Im Jahr 2147 angekommen erklärt Rip dem Team, dass sie sich im südosteuropäischen Kasnia befinden, von wo aus Savage im Jahr 2166 mit der Hilfe des Diktators Per Degaton seinen Weltherrschaftszug beginnen wird. Da aktuell noch dessen Vater Tor an der Macht ist und Savage dem 14-jährigen Per als Mentor dient, debattiert das Team darüber, ob es moralisch vertretbar wäre, den Jungen zu töten, entscheidet sich stattdessen aber dafür, ihn zunächst einmal zu entführen. Dies gelingt dem Team auch, indem es sich unter Pers Leibwache schleicht und ihn dann aufs Schiff bringt, was Gideon in seiner Prognose allerdings als nicht ausreichend bewertet, um Savages Machtergreifung in der Zukunft zu verhindern. Von dem Gedanken getrieben, seine Familie zu retten, will Rip Per daraufhin an abgelegener Stelle erschießen, bringt es jedoch nicht übers Herz und belässt es bei der Bitte an Per, sich von Savage loszusagen. Als Rip mit Per anschließend zur Waverider zurückkehrt und sieht, wie diese gerade von kasnischen Sicherheitskräften angegriffen wird, fordert er von Tor im Austausch für Per freies Geleit, welches dieser ihm in Sorge um seinen Sohn gewährt. Zurück an Bord der Waverider erfährt Rip von Gideon, dass seine Handlungen die Geschehnisse nicht abgewendet, sondern sogar beschleunigt haben, da Per seinen Vater auf Savages Geheiß noch in derselben Nacht tötet und somit viel früher sein Nachfolger wird. Kendras Beziehung mit Ray wird derweil auf die Probe gestellt, da sich in ihr Erinnerungen an Carter aus einem früheren Leben aufdrängen, doch sie verspricht Ray zu versuchen, diese für ihn zu unterdrücken. Snart und Rory, deren Partnerschaft sich mittlerweile in tiefe Abneigung gewandelt hat, liefern sich in Rorys Zelle schließlich einen Faustkampf um Leben und Tod, den Rory aber nicht zu Ende bringt, als er die Oberhand gewinnt. Unentschlossen über seine Motivation erklärt Rory der Crew, dass der Rat der Time Master nun die „Jäger“ losschicken wird, welche nur dazu ausgebildet wurden zu töten.                                                                 |           |                         |                       |                             |                                       |                    |                                                                  |                 |
| 11 | 11        | Die glorreichen Acht    | The Magnificent Eight | 12. Apr. 2016               | 9. Nov. 2016                          | Thor Freudenthal   | Marc Guggenheim Idee: Greg Berlanti & Marc Guggenheim            | 1,984 Mio.      |
| Der nächste Zeitsprung befördert das Team ins Dakota-Territorium des Jahres 1871, welches in einem „Zeitfragment“ liegt, in dem das Schiff für Time Master schwer lokalisierbar ist. Da alle außer Rip neugierig darauf sind, den Wilden Westen kennenzulernen, kleiden sie sich zeitgemäß ein und begeben sich in einen Saloon, wo Snart zum Schutze von Dr. Stein einen streitsüchtigen Kartenspieler niederschießt und damit eine Schlägerei in Gang setzt. Im Anschluss daran wird die Gruppe auf der Straße vom Cowboy Jonah Hex angesprochen, der sie als Zeitreisende identifiziert und Rip von einem früheren Aufeinandertreffen kennt. An Bord der Waverider erzählt Hex, dass der von Snart Erschossene Mitglied der Bande von Jeb Stillwater war, welche seit Monaten die Stadt terrorisiert. Im Gegensatz zu Rip, der sich möglichst bedeckt halten will, strebt der Rest der Crew danach, den Bürgern zu helfen, sodass sich Ray der Stillwater-Bande bei ihrem nächsten Auftritt wagemutig in den Weg stellt. Mit der Unterstützung von Snart als Scharfschützen gelingt es Ray, die Bande zu vertreiben, wofür er zwar den Beifall der Bewohner erhält, jedoch auch die Sorge von Hex, der sich an Rips letzten Aufenthalt erinnert fühlt, bei dem dieser eine von Banditen bedrohte Stadt mit seinem plötzlichen Abgang der Zerstörung überlassen hat. Von einem Barkeeper informiert findet die Crew Stillwaters Lager und es gelingt ihnen, den Anführer festzunehmen, allerdings auf Kosten von Jackson, der seinerseits gefangen genommen wird. Um seine Schuldgefühle zu begleichen und der Stadt diesmal langfristig zu helfen, entscheidet sich Rip für ein Revolverduell mit Stillwater um dessen bzw. Jacksons Freiheit, welches er in einem spannenden Showdown gewinnt. Kurz darauf tauchen die Jäger des Rates auf und greifen das Team an, doch ihre Überzahl und Kräfte lassen letztere obsiegen. Im Sterben liegend kündigt einer der Jäger gegenüber Rory die Ankunft der „Pilgerin“ an, die Rory der Crew anschließend als gefährlichste Attentäterin des Rates beschreibt, welche speziell ihre jüngeren Ichs im Visier hat. |           |                         |                       |                             |                                       |                    |                                                                  |                 |
| 12 | 12        | Die Pilgerin            | Last Refuge           | 21. Apr. 2016               | 16. Nov. 2016                         | Rachel Talalay     | Chris Fedak & Matthew Maala                                      | 1,780 Mio.      |
| Dank der Zeitsignaturen, die die Pilgerin bei ihren Reisen durch die Zeit hinterlässt, kann das Team diese aufspüren und davon abhalten, die jüngeren Ichs von Rory im Jahr 1990, Sara im Jahr 2007 und Ray im Jahr 2014 zu ermorden. Um der Pilgerin fortan jedoch einen Schritt voraus zu sein, beschließt Rip, die restlichen Teammitglieder als Neugeborene zu entführen und damit vorübergehend aus dem Zeitverlauf zu entfernen, was ihnen bei Snart, Stein und Jackson gelingt. Für letzteren gibt es dabei ein emotionales Treffen mit seinem Vater, den er nie kennengelernt hat, da dieser kurz nach seiner Geburt im Einsatz als Soldat starb. Nachdem Rip die Säuglinge zu seiner Adoptivmutter bringt, die Kinder an einen geheimen Zufluchtsort zu Time Mastern heranzieht, erhält die Crew auf dem Schiff eine Nachricht der Pilgerin, die in der Zwischenzeit Angehörige der Crewmitglieder, darunter Jacksons Vater, als Geiseln genommen hat. Statt den geforderten Säuglingen bietet Rip der Pilgerin sein eigenes jüngeres Ich an, wozu sie sich dadurch überreden lässt, dass mit dessen Eliminierung sämtliche seiner Taten, wie die Zusammenstellung des Teams, von vornherein abgewendet werden könnten. Am vereinbarten Treffpunkt, zu dem Rips Adoptivmutter sein jüngeres Ich aus dem Zufluchtsort mitbringt, wird ein Überraschungsangriff des Teams von der Pilgerin gestoppt, indem diese die einzelnen Angreifer mithilfe ihrer Zeitmanipulationskräfte in der Zeit einfriert. Da sie dabei allerdings den jungen Rip außer Acht lässt, kann dieser ihr ein Messer in den Bauch rammen, wodurch die Pilgerin ihre Starre nicht mehr aufrechterhalten kann und in den gebündelten Attacken des Teams stirbt. Die befreiten Geiseln werden aufs Schiff gebracht und Jackson nutzt die Chance, um seinen Vater vor dessen bevorstehenden Einsatz zu warnen. Rip will Savage nun aufhalten, bevor die geretteten Personen wieder in ihre Zeit zurückkehren, und steuert dafür den letzten verbliebenen Zeitpunkt an, an dem Savages Aufenthaltsort bekannt ist: 2166 am Gipfel seiner Macht.                                        |           |                         |                       |                             |                                       |                    |                                                                  |                 |
| 13 | 13        | Kampf der Giganten      | Leviathan             | 28. Apr. 2016               | 23. Nov. 2016                         | Gregory Smith      | Sarah Nicole Jones & Ray Utarnachitt                             | 1,858 Mio.      |
| Das Team landet in London im Jahr 2166, kurz vor der Ermordung von Rips Familie, und entdeckt bei einer öffentlichen Rede von Savage, dass die Kommandantin dessen Leibwache Kendras Armreif aus ihrem ersten Leben im Alten Ägypten trägt, welcher somit als Objekt dient, mit dem Savage getötet werden kann. Die Crew schließt sich mit einem nahegelegenen Rebellencamp zusammen und schafft es, die Truppenkommandantin zu entführen, welche sich auf der Waverider als Savages Tochter, Cassandra, offenbart. Während Kendra den Armreif zur Waffe macht, indem sie ihn einschmelzen lässt und damit einen Streitkolben überzieht, verteidigt Cassandra im Verhör mit Snart die Taten ihres Vaters als Notwendigkeit, um Ordnung in die von Per Degaton durch das tödliche Armageddon-Virus verwüstete Welt zu bringen. Als sich kurz darauf Savages Geheimwaffe „Leviathan“, ein riesiger Roboter, dem Rebellenlager nähert, gewähren Dr. Stein und Ray den Flüchtlingen spontan Zuflucht auf dem Schiff, was diese vor dem sicheren Tod bewahrt. Diesen Angriff auf das Camp nimmt Snart zum Anlass, um Cassandra anhand der unbewaffneten Flüchtlinge an Bord die Grausamkeit ihres Vaters vor Augen zu führen, von der er sie mit einem Video, in dem sich Savage selbst 2147 in Kasnia für den Einsatz des Armageddon-Virus ausspricht, überzeugen kann. Ray konfiguriert seinen Atom-Anzug schließlich so um, dass er auf dieselbe Größe wie der Leviathan heranwächst und diesen mit der Funkhilfe von Jackson besiegen kann. Cassandra führt das restliche Team in die Festung ihres Vaters, der daraufhin seine Soldaten auf die Eindringlinge hetzt und es selber mit Kendra zu tun bekommt. Trotz ihrer Überlegenheit und Bereitschaft, Savage zu töten, muss sie innehalten, als sich einer der ohnmächtigen Soldaten als Carter entpuppt, welcher von Savage einer Gehirnwäsche unterzogen wurde. Da Kendra dies als einzige Chance sieht, Carter in diesem Leben noch einmal bei sich zu haben, verschont sie Savage, zum Unmut von Rip, der ihn auf der Waverider einsperrt.                                                              |           |                         |                       |                             |                                       |                    |                                                                  |                 |
| 14 | 14        | Am Ende der Zeit        | River of Time         | 5. Mai 2016                 | 30. Nov. 2016                         | Alice Troughton    | Cortney Norris & Anderson Mackenzie                              | 1,630 Mio.      |
| Als das Team entdeckt, dass Savage für die Beschaffung der Technologie seines Leviathan-Roboters selbst in die Zukunft gereist ist, sieht Rip darin ein Zeitverbrechen und demnach einen Grund, Savage dem Rat der Time Master vorzuführen. Der weiten Reise zum Vanishing Point, dem Sitz des Rates, fällt jedoch der Zeitantrieb zum Opfer, bei dessen Reparatur Jackson mit Zeitstrahlung kontaminiert wird, was bei diesem einen extrem erhöhten Alterungsprozess in Gang setzt. Snart und Rory beschuldigen Rip, aus Egoismus die gefährliche Reparatur nicht selbst durchgeführt zu haben, und wenden sich mit dem Vorwurf, das Leben der Crewmitglieder leichtfertig aufs Spiel zu setzen, von ihm ab. Dr. Stein drängt Jackson derweil auf das Jumpship und schickt es ins Jahr 2016 zurück, was diesem seiner Berechnung nach wieder sein normales Alter zurückgeben soll. Deprimiert von Kendras Versuchen, Carters Gedächtnis mit Erinnerungen an ihre gemeinsame Liebe zurückzuholen, sucht Ray Savage auf, der ihm vorhergesagt hatte, dass Kendra und Carter füreinander bestimmt seien. Mit weiteren Provokationen bringt Savage Ray dazu, die Zelle zu betreten und sich einen Faustkampf mit ihm zu liefern, in dessen Ende Savage Ray K.o. schlägt und aus der Zelle flieht. Während Rip, Sara und Stein das Schiff nach dem Ausfall des Navigationssystems mit Mühe manuell durch den Zeitwirbel lenken, entbrennt an anderer Stelle ein Kampf zwischen Savage und Carter auf der einen und Ray, Snart und Rory auf der anderen Seite. Gerade als Savage die Oberhand gewinnt, erhält Carter seine Erinnerung zurück und wendet sich gegen ihn, was allerdings dazu führt, dass Savage ihn niedersticht. Dies macht Kendra wiederum so wütend, dass sie sich mit voller Kraft auf Savage stürzt und ihn bewusstlos schlägt. Mit dem wieder gefangenen Savage erreicht die Waverider schließlich den Vanishing Point und Rip liefert Savage dem Rat der Time Master aus. Wie sich herausstellt, kollaboriert dieser jedoch mit Savage, woraufhin Rip und das restliche Team eingesperrt werden.                                              |           |                         |                       |                             |                                       |                    |                                                                  |                 |
| 15 | 15        | Im Bann des Oculus      | Destiny               | 12. Mai 2016                | 7. Dez. 2016                          | Olatunde Osunsanmi | Phil Klemmer & Chris Fedak Idee: Marc Guggenheim                 | 1,893 Mio.      |
| In Gefangenschaft der Time Master erfährt Rip von Zaman Druce den Grund für die Unterstützung Savages, nämlich eine im Jahr 2175 anstehende Invasion der Thanagaraner, eines außerirdischen Volkes, die nur dank Savage abgewehrt werden kann. Außerdem gewährt Druce Rip einen Einblick in die Kammer des Oculus, einer Vorrichtung, die der Rat zur Manipulation der Zeit verwendet und auch dafür genutzt hat, Savage bei vergangenen Missionen vor ungewollten Hindernissen zu bewahren. Da Rips Crew dabei eine entscheidende Rolle gespielt hat, musste der Rat Rip eine Motivation für die Gründung des Teams geben und ordnete deshalb die Ermordung seiner Familie an. Sara, die sich zusammen mit Snart auf dem Schiff versteckt hat und so nicht entdeckt wurde, lenkt die Waverider derweil aus dem Hangar und nimmt den Vanishing Point von außen unter Beschuss, sodass Snart in Ruhe Rip, Ray und Dr. Stein befreien kann. Rory wurde unterdessen einer Gehirnwäsche unterzogen, hat deren Erfolg allerdings nur vorgetäuscht und stößt zum restlichen Team dazu, das zurück an Bord der Waverider beschließt, das Oculus zu zerstören, um sich der Kontrolle des Rates zu entziehen. Als sie sich zur Quelle des Oculus begeben und von Soldaten des Rates umringt werden, kommt ihnen der aus 2016 zurückgekehrte, wieder junge Jackson unerwartet zur Hilfe und erledigt mit seinem Jumpship sämtliche Gegner. Bereit, das Oculus zu zerstören, stößt Ray beim Sabotieren desselben auf einen Sicherungsschalter, den er gedrückt halten muss, um eine Detonation herbeizuführen. Nachdem er zunächst von Rory abgehalten wird, der sich selbst opfern will, wird dieser wiederum von Snart verdrängt, der letztlich als einziger des Teams zurückbleibt, um das Oculus und damit auch den gesamten Vanishing Point zu vernichten. Neben Snarts und Druce’ Tod hat dies zur Folge, dass das Team nun nicht mehr gezielt durch die Zeit reisen kann, genauso wenig wie Savage, der mit Kendra an Bord eines Zeitschiffes in der Zwischenzeit den Mord an Rips Frau und Sohn verübt hat.                                                       |           |                         |                       |                             |                                       |                    |                                                                  |                 |
| 16 | 16        | Heimkehr                | Legendary             | 19. Mai 2016                | 14. Dez. 2016                         | Dermott Downs      | Phil Klemmer & Marc Guggenheim Idee: Greg Berlanti & Chris Fedak | 1,850 Mio.      |
| Da Gideon Savage nun nicht mehr aufspüren kann, erklärt Rip die Mission für beendet und setzt das Team im Jahr 2016 ab, kehrt auf dessen Protest hin jedoch zurück und nimmt sie wieder mit an Bord. Bei einem Fluchtversuch erkennt Kendra inmitten der Schlacht um Saint-Lô 1944 einen Soldatenhelm von der Waverider wieder und steckt ihm einen Zettel mit ihrem Standort zu, was zu dessen Neupositionierung auf der Waverider führt und die Aufmerksamkeit der Crew auf sich zieht. So findet das Team Savages Zeitschiff, doch im Kampf mit deutschen Soldaten und Savages Handlangern schaffen sie es lediglich, Carter zu befreien, während Savage mit Kendra und seinem Zielobjekt, einem von den Nazis transportierten Nth-Meteorit, fliehen kann. Als Carter von Savages Plan erzählt, die Zeit wieder ins Alte Ägypten zurückzuversetzen und darüber zu herrschen, berechnet Dr. Stein, dass er dafür die drei thanagarischen Meteoriten 1958 in Harmony Falls, 1975 in Norwegen und 2021 in St. Roch sprengen muss. Das Team teilt sich auf, sodass sie Savage in den drei Jahren jeweils aufhalten, und nachdem Kendra ihm mit seinem Dolch die Unsterblichkeit nimmt, auch töten können. Die von Savage bereits aufgeladenen Meteoriten kann Ray 1958 verkleinern und Firestorm 1975 mithilfe seiner Metakraft verflüssigen, doch 2021 sieht Rip den einzigen Weg, eine Explosion zu verhindern, den Meteorit mit der Waverider in die Sonne zu fliegen. Kurz vor dem Aufprall fällt Rip die übermäßige Energie auf, die dem Zeitantrieb aufgrund der Sonneneinstrahlung zur Verfügung steht, und wirft den Meteorit ab, um mit dieser der Anziehungskraft der Sonne zu entfliehen. Zusammen mit dem Team kehrt Rip ins Jahr 2016 zurück und beschließt, fortan als Beschützer der Zeit unterwegs zu sein, wobei sich ihm von der Crew alle bis auf Kendra und Carter anschließen. Bevor sie allerdings an Bord des Schiffes steigen, legt vor ihnen eine weitere Waverider eine Bruchlandung hin, aus der ihnen ein Mann namens Rex Tyler entgegentritt, der sie davor warnt, mit der Waverider loszufliegen.                                 |           |                         |                       |                             |                                       |                    |                                                                  |                 |

## Staffel 2
Die Erstausstrahlung der zweiten Staffel war vom 13. Oktober 2016 bis zum 4. April 2017 auf dem US-amerikanischen Sender The CW zu sehen. Die deutschsprachige Erstausstrahlung sendete der deutsche Free-TV-Sender ProSieben vom 10. Mai bis zum 30. August 2017.
| Nr. (ges.) | Nr. (St.) | Deutscher Titel           | Originaltitel                  | Erstausstrahlung USA | Deutschsprachige Erstausstrahlung (D) | Regie            | Drehbuch                                                         | Zuschauer (USA) |
| --- | --------- | ------------------------- | ------------------------------ | -------------------- | ------------------------------------- | ---------------- | ---------------------------------------------------------------- | --------------- |
| 17 | 1         | Beschützer der Zeit       | Out of Time                    | 13. Okt. 2016        | 18. Mai 2017                          | Dermott Downs    | Marc Guggenheim & Phil Klemmer Idee: Greg Berlanti & Chris Fedak | 1,819 Mio.      |
| Nachdem er entdeckt, dass die Waverider 1942 vor New York City in den Atlantik gestürzt ist, findet der Historiker Nate Heywood diese mit Oliver Queen in einem Tauchboot am Grund des Meeres. An Bord wecken sie deren einzigen Passagier, Mick Rory, der ihnen erzählt, wie es dazu gekommen ist: Nach einigen erfolgreichen Missionen zur Rettung der Zeit, wie die Verhinderung der Ermordung des französischen Königs 1637, reiste das Team auf die Nachricht der Vernichtung New Yorks durch eine Atombombe der Nazis in das Jahr 1942. Dort ertappt Ray Sara zunächst bei dem Versuch, sich abseits vom Team am ebenfalls in New York befindlichen Damien Darhk für den Mord an ihrer Schwester zu rächen, wobei die beiden Zeuge von Darhks Kooperation mit den Nazis werden. Da die Crew vermutet, dass Albert Einstein von den Nazis zum Bau der Atombombe gezwungen wird, bewahren Rip, Dr. Stein und Mick diesen auf einem Physiker-Symposium vor deutschen Spionen und bringen ihn auf das Schiff. Als dies jedoch laut Gideons Prognose nichts bewirkt, erkennt das Team auf einen Hinweis Einsteins, dass seine Ex-Frau, Mileva Marić, für den Bau der Atombombe entführt wurde. Mithilfe seines Anzugs lokalisiert Ray das Uran am Hafen, wo das Team zwar Marić befreien kann, nicht aber die Verfrachtung der Atombombe auf ein U-Boot verhindern kann. Zur Rettung New Yorks blockte Rip mit der Waverider daraufhin die an einem Torpedo befestigte Atombombe, verstreute kurz vorher aber alle bis auf den verletzten Mick zufällig in der Zeit, womit Micks Geschichte endet. Nach Olivers Abgang holen Mick und Nate die Crewmitglieder mit der Waverider wieder zurück – Ray aus der Kreidezeit, Stein und Jackson aus England 821 und Sara aus Salem 1693 – doch Rip, der dem Team ein Abschiedshologramm hinterlassen hat, bleibt unauffindbar. Während sich an Bord des U-Boots schließlich Darhks verbündeter Zeitreisender, der Speedster Eobard Thawne, zeigt, wird die Crew 1942 von einer Gruppe Superhelden konfrontiert, die sich Justice Society of America nennt.                                        |           |                           |                                |                      |                                       |                  |                                                                  |                 |
| 18 | 2         | Geheimwaffe               | The Justice Society of America | 20. Okt. 2016        | 25. Mai 2017                          | Michael Grossman | Chris Fedak & Sarah Nicole Jones                                 | 1,795 Mio.      |
| Da die JSA der Aussage der Crew, Zeitreisende zu sein, zunächst keinen Glauben schenkt, entsteht ein Kampf zwischen beiden Gruppen, die in der Gefangennahme des Teams durch die JSA endet. Bei der Befragung zeigt sich, dass deren Anführer, Rex Tyler, das Treffen mit dem Team, bei dem er sie vor einer Reise ins Jahr 1942 warnt, in der Zeit noch bevorsteht, weshalb er sie nicht erkennt. Aufgrund eines Einsatzes, bei dem der deutsche Baron Krieger im von Nazis besetzten Paris eliminiert werden soll, lässt die JSA das Team wieder gehen, welches jedoch zurückkehrt, als Nate durch eine Veränderung in der Zeit entdeckt, dass die JSA bei ihrer Mission in Paris ausgelöscht wurde. Nach der Lokalisierung Kriegers in einem Nachtclub in Paris verschafft sich Stein mit der Crew dort Zutritt, indem er sich als der ihm ähnlich sehende Sänger Max Lorenz mit seiner Gefolgschaft ausgibt. Während Nate ein Gespräch Kriegers über den Austausch eines „Askaran-Amuletts“ belauscht, kann Ray sich nicht überwinden, vor einem deutschen General den Hitlergruß zu zeigen, und zettelt eine Schlägerei an, die die JSA mit ihrem Auftauchen beendet. Das Team führt die JSA daraufhin auf die Waverider und plant mithilfe von Nates Informationen einen Hinterhalt für Krieger, der bis zu dem Moment gelingt, als Krieger sich ein Serum injiziert, das er von Eobard Thawne erhalten hat und seine Muskelkraft extrem steigert. Das Team schafft es zwar, das Amulett an sich zu bringen, muss aber Ray und das JSA-Mitglied Amaya zurücklassen, die vom übermenschlich starken Krieger außer Gefecht gesetzt wurden. Beim anschließenden Angriff auf den nahegelegenen Stützpunkt Kriegers kann die Crew Ray und Amaya befreien und Krieger durch einen von Rex angeordneten Luftangriff der US-Armee töten. Da dabei auch der an der Bluterkrankheit leidende Nate verletzt wird, wendet Ray das von ihm bearbeitete Nazi-Serum an, durch das Nate überlebt. Nachdem Rex das Amulett im Hauptquartier der JSA in New York unterbringt, wird er dort von Thawne getötet, der das Amulett an sich nimmt.            |           |                           |                                |                      |                                       |                  |                                                                  |                 |
| 19 | 3         | Shogun                    | Shogun                         | 27. Okt. 2016        | 31. Mai 2017                          | Kevin Tancharoen | Phil Klemmer & Grainne Godfree                                   | 1,753 Mio.      |
| Da sie Mick für den Mörder von Rex hält, hat Amaya sich auf die Waverider geschlichen, wird beim Versuch, sich an Mick zu rächen, aber von Nate gestoppt, der durch das Serum die Fähigkeit entwickelt hat, seine Haut in Stahl zu verwandeln. Beim Austesten seiner neuen Kräfte reißt Nate anschließend jedoch ungewollt ein Loch in die Wand und wird in den Zeitwirbel gesogen. Ray fliegt ihm in seinem Anzug hinterher und die beiden landen getrennt voneinander in Japan 1641. Während Ray von Samurai gefangen genommen und in die Festung des tyrannischen Shōguns Tokugawa Iemitsu gebracht wird, wird Nate in einer ländlichen Gegend von einer Frau namens Masako Yamashiro aufgenommen. Nachdem Nate von ihr erfährt, dass sie am nächsten Tag mit Iemitsu zwangsverheiratet werden soll, kündigt er bei einem Besuch der Samurai des Shōguns selbstsicher an, dies zu verhindern. Entgegen seiner Erwartung gelingt es Nate allerdings nicht, seine Stahlkräfte zu aktivieren, woraufhin ein Samurai ihm sein Schwert in den Bauch rammt, was ihn dank des Serums aber nicht tötet. Sara, Mick und Amaya können den Atom-Anzug schließlich in der Festung des Shōguns lokalisieren, der sich diesen angelegt hat und sie damit in die Flucht schlägt. Zusammen mit Ray, der sich selbst befreien konnte, findet das Team Nate und beschließt auf dessen Drängen, Iemitsu aufzuhalten. Dafür stellt sich Ray diesem am nächsten Tag mit einem Schwert von Masakos Vater in den Weg, während Sara, Amaya und Mick das umliegende Dorf vor den Samurai verteidigen. Als Iemitsu droht, Ray und Masako zu töten, schreitet Nate ein, der sich erfolgreich in Stahl verwandeln konnte und den Anzug wie von Ray zuvor erklärt beschädigt, sodass dieser zerstört und Iemitsu getötet wird. Am Abend verabschiedet sich das Team von Masako und ihrem Vater und kehrt auf die Waverider zurück, wo Jackson und Stein derweil bei den Reparaturarbeiten eine geheime Kammer entdeckt haben, in der sie neben Waffen auch eine Sprachaufzeichnung von Barry Allen aus dem Jahr 2056 gefunden haben.                                   |           |                           |                                |                      |                                       |                  |                                                                  |                 |
| 20 | 4         | Armee der Zombies         | Abominations                   | 3. Nov. 2016         | 8. Juni 2017                          | Michael Allowitz | Marc Guggenheim & Ray Utarnachitt                                | 1,745 Mio.      |
| Auf das Notsignal eines 1863 in Mississippi abgestürzten Zeitpiraten begibt sich die Crew dorthin und muss mitten im Amerikanischen Bürgerkrieg sogleich einen Boten der Union vor Soldaten der Konföderation bewahren. Nachdem diese sich in Zombies verwandeln, kann das Team sie zwar noch einmal erledigen, doch wird der Bote dabei tödlich verletzt. Im Sterben liegend offenbart er Jackson seinen Auftrag vom Unionsgeneral Ulysses S. Grant; die Beschaffung von Truppenplänen der Konföderierten von einer Plantage. An Bord der Waverider entdeckt das Team, dass der Grund für die Zombieverwandlungen eine Biowaffe aus der Zukunft ist, welche der Zeitpirat gestohlen hatte. Als Mick aufgrund eines Zombiebisses zusammenbricht, entwickelt Ray ein Gegenmittel, welches zunächst aber keine Wirkung zeigt, sodass Mick sich in einen Zombie verwandelt. Sara und Nate lassen sich derweil von Unionstruppen gefangen nehmen, um in deren Lager zu gelangen und General Grant vor der drohenden Zombiegefahr zu warnen. Jackson und Amaya suchen unterdessen als Sklaven getarnt die Plantage auf, wo Jackson allerdings nach kurzer Zeit vom Hausherren gefesselt und zu anderen Sklaven gesperrt wird. Über einen Umweg verschafft sich Amaya Zugang zu den Sklaven und befreit diese, gerade in dem Moment, als die Plantage von Zombies überrannt wird. Das Gleiche passiert parallel auch im Lager der Union, weshalb Sara Nate dazu überredet, die Zombies mit einer Signalfackel zu einer Kiste Sprengstoff zu locken und diese in seiner Stahlhaut zu entzünden. Der Plan funktioniert und die Zombies werden vernichtet. Jackson schafft es, die Konföderierten-Pläne zu bergen und diese zusammen mit den befreiten Sklaven General Grant zu überbringen. Nachdem es Ray und Stein durch Zerstäuben des Gegenmittels gelungen ist, Mick wieder normal werden zu lassen, wenden sie dies auch bei den restlichen Zombies an. Als Ray vor Mick anschließend seine Sorge äußert, dem Team künftig ohne Anzug keine Hilfe zu sein, übergibt Mick ihm Snarts Kältewaffe.                                                |           |                           |                                |                      |                                       |                  |                                                                  |                 |
| 21 | 5         | Die Bombe im Weißen Haus  | Compromised                    | 10. Nov. 2016        | 14. Juni 2017                         | David Geddes     | Keto Shimizu & Grainne Godfree                                   | 1,768 Mio.      |
| Das Team entdeckt eine Zeitabweichung in Washington, D.C. 1987, einen Tag vor der Unterzeichnung des INF-Vertrags im Weißen Haus, und fliegt dorthin. Sara, Mick, Ray, Jackson und Stein begeben sich als Besucher ins Weiße Haus, in dem sich neben dem jungen Stein auch Damien Darhk aufhält. Als Sara an diesem spontan ihre Rache üben will, wird sie vom Sicherheitsdienst daran gehindert und das Team muss fliehen. Amaya und Nate haben unterdessen einen in der Stadt gelegenen JSA-Stützpunkt aufgesucht, hinter dem sich nunmehr aber nur noch eine ungenutzte Halle verbirgt. Sie treffen auf das JSA-Mitglied Obsidian, der ihnen erklärt, dass der Rest der JSA 1956 bei einem Einsatz verschollen ist. Die Crew findet daraufhin heraus, dass Darhk als Berater für die US-Regierung tätig ist und am Abend ein Treffen in einem nahegelegenen Park hat. Bei dessen Beobachtung sehen Mick und Ray, wie Darhk sich mit einem KGB-Agenten über einen geplanten Deal unterhält, bis er vom jungen Stein gestört wird, der ihn bittet, sein Forschungsprojekt an den Präsidenten heranzutragen. Darhk sticht Stein jedoch nieder und geht, woraufhin die Crew Stein an Bord bringt und zusammen mit dem älteren versorgt, der die Verletzung ebenfalls zu spüren bekommt. Über Obsidian gelangt das Team an Einladungen für das Staatsbankett im Weißen Haus, wo sie Darhk in den Keller zu seinem Deal mit dem KGB-Agenten verfolgen. Nachdem Darhk verkündet, dass er eine Bombe platziert hat, finden Ray und Mick diese im Bankettsaal und schaffen es, sie zu entschärfen. Das Team erledigt unterdessen Darhks Handlanger und Sara gelingt es, diesem sein Tauschobjekt, eine Schatulle, abzunehmen. Da Darhk anschließend von Eobard Thawne mitgenommen wird, wird dem Team klar, dass dieser mit einem Speedster zusammenarbeitet. Die beiden Steins sind schließlich wieder genesen und der ältere entlässt sein jüngeres Ich mit der Bitte, seine Erlebnisse geheimzuhalten. Thawne übergibt Darhk derweil eine Zeitkapsel, die es ihm ermöglicht, auch durch die Zeit zu reisen.                                     |           |                           |                                |                      |                                       |                  |                                                                  |                 |
| 22 | 6         | Im Land der Gesetzlosen   | Outlaw Country                 | 17. Nov. 2016        | 21. Juni 2017                         | Cherie Nowlan    | Matthew Maala & Chris Fedak                                      | 1,849 Mio.      |
| Eine weitere Zeitabweichung führt das Team nach Colorado ins Jahr 1874, wo sie auf Jonah Hex treffen, den sie vor der Hinrichtung durch drei Banditen bewahren müssen. Dass nach Rips Verschwinden mit Sara eine Frau zum neuen Captain bestimmt wurde, fällt Hex zunächst schwer zu akzeptieren. Nachdem er erzählt, dass er den Verbrecher Quentin Turnbull ausschalten wollte, entdeckt Nate, dass es eben jenem durch die Zeitmanipulation gelingen wird, im Westen der USA einen eigenen Staat namens „Turnbull Country“ zu gründen. Während Sara Mick anweist, sich in einem Saloon Turnbulls diesem anzunähern, finden Ray, Jackson und Nate als Steuerfahnder verkleidet im Büro des Saloons heraus, dass Turnbulls Reichtum auf dem Erzabbau in einer nahegelegenen Mine beruht. In dieser stoßen die drei daraufhin auf das sehr seltene, aber energiereiche Zwergstern-Erz, welches Ray auch für seinen Atom-Anzug verwendet hat und Turnbull mithilfe des Ortungsgerätes eines Zeitpiraten entdeckt hat. Da Mick derweil auf dem Weg ist, sich mit Turnbull anzufreunden, betritt Hex ungeduldig den Saloon und konfrontiert Turnbull, womit er jedoch einen Kampf entfacht, an dessen Ende das Team fliehen muss. Hex erklärt Sara anschließend seine Abneigung gegen Turnbull mit dessen Massenmord in einer Kleinstadt vor einigen Jahren, die er zusammen mit Rip bis zu dessen Abgang beschützt hatte. Als Ray erkennt, dass Turnbull plant, den Westen durch eine Sprengung der Eisenbahnlinie mit einem Zug vom Rest abzuschneiden, beauftragt Sara Ray, Nate und Jackson, dies zu verhindern. Amaya und Mick schleichen sich unterdessen in die Mine und sprengen diese, um den Zugang zum Zwergstern-Erz zu versperren. Nate schafft es, den Zug mit seiner Stahlhaut zu stoppen, und Sara und Hex nehmen Turnbull vor der Mine fest. Auf der Waverider offenbart Dr. Stein Jackson, dass er unter schmerzhaften Visionen von einer Frau leidet, die er zwar nicht erkennt, aber dennoch liebt. Sara informiert das Team schließlich darüber, dass sie zurück ins Jahr 2016 reisen müssen.                              |           |                           |                                |                      |                                       |                  |                                                                  |                 |
| 23 | 7         | Invasion!                 | Invasion!                      | 1. Dez. 2016         | 10. Mai 2017                          | Gregory Smith    | Phil Klemmer & Marc Guggenheim Idee: Greg Berlanti               | 3,394 Mio.      |
| Zusammen mit dem Green-Arrow-Team um Oliver Queen, dem S.T.A.R.-Labs-Team um Barry Allen und der von einer Parallelerde stammenden Superheldin Supergirl trifft sich die Crew in Central City 2016, um einen Plan gegen die aggressiven außerirdischen „Dominators“ zu fassen. Da diese bereits 1951 die Erde besucht haben, schlägt Nate eine Zeitreise dorthin vor, der sich Mick, Amaya, Felicity Smoak und Cisco Ramon anschließen. Dr. Stein muss sich unterdessen damit arrangieren, dass das Aufeinandertreffen mit seinem früheren Ich 1987 zur Existenz einer Tochter geführt hat. In 1951 angekommen können Nate, Mick und Amaya einen der Dominators ausschalten, werden anschließend jedoch von Regierungsagenten festgenommen. In Erwartung eines Treffens mit der US-Präsidentin erscheinen vor Oliver, Barry, Sara und Ray derweil ebenfalls feindlich gesinnte Regierungsagenten, die sie aber außer Gefecht setzen können. Der leitende Agent teilt ihnen daraufhin mit, dass die Dominators die Metawesen als Bedrohung sehen, seit Barry die Zeit beeinflusst hat, und deshalb dessen Auslieferung fordern. Mit Waffen von der Waverider schaffen es Felicity und Cisco, ihre drei Teammitglieder und den gefangenen Dominator zu befreien, welchen sie anschließend gehen lassen. Zurück im Jahr 2016 erhalten sie durch einen von Cisco geborgenen Dominator-Transponder die Warnung des Dominators vor einer Metawesen-Bombe. Als die Dominators beginnen, in Städte einzufallen, will Barry sich ausliefern lassen, wovon die Gruppe ihn aber abhält. Während Barry daraufhin mit Supergirl von Stein entwickelte schmerzverursachende Nanogeräte an den Dominators anbringt, versuchen Sara, Cisco und Firestorm von der Waverider aus, die Bombe zu stoppen. Unter großer Anstrengung gelingt es Firestorm, die Bombe mit seiner Metakraft zu verflüssigen, und nach Aktivierung der Nanogeräte ziehen sich die geschwächten Dominators von der Erde zurück. Nach einer abschließenden Feier zur Rettung der Welt verabschieden sich die Teams wieder voneinander.                                                  |           |                           |                                |                      |                                       |                  |                                                                  |                 |
| 24 | 8         | Die Bosse von Chicago     | The Chicago Way                | 8. Dez. 2016         | 28. Juni 2017                         | Ralph Hemecker   | Sarah Nicole Jones & Ray Utarnachitt                             | 2,000 Mio.      |
| Als sich Thawne, Darhk und ihr neuer Komplize Malcolm Merlyn 1927 in Chicago mit dem Mafiaboss Al Capone verbünden, erhält die Crew eine Meldung über diese Zeitabweichung und reist dorthin. Am Chicagoer Hauptbahnhof erkennt Nate den FBI-Agenten Eliot Ness, kann aber nicht verhindern, dass dieser, abweichend vom historischen Zeitverlauf, von korrupten Polizisten entführt wird. Dank Nates Geschichtswissen findet das Team Ness an einem in Capones Besitz befindlichen Dock und kann ihn vor der Ermordung bewahren. Da Ness dabei allerdings gesundheitliche Schäden erleidet, will das Team nun an seiner statt Capones Hauptbuch stehlen, mit dem dieser später wegen Steuerhinterziehung angeklagt werden wird. Weil er das Buch in einer illegalen „Flüsterkneipe“ Capones vermutet, stürmt Nate diese mithilfe des FBI, was jedoch einzig die Entführung Saras und Steins durch den auftauchenden Thawne zur Folge hat. In Gefangenschaft gesteht Stein Sara daraufhin die Existenz seiner Tochter als Zeitabweichung, worauf diese mit Entrüstung reagiert. Über zwei Handlanger Capones spürt das Team dessen geheimen Unterschlupf auf, wo sie Sara und Stein befreien sowie das Hauptbuch an sich bringen können. Zurück auf der Waverider beginnt Stein sogleich, die Schatulle mitsamt Amulett, welche die Crew Darhk im Weißen Haus abgenommen hatte, zu suchen und entpuppt sich dabei als Thawne, der mithilfe einer speziellen Vorrichtung Steins Aussehen auf sich übertragen hat. Thawne lässt einige Handlanger sowie Merlyn an Bord, der Sara im Austausch für Steins Aufenthaltsort zur Herausgabe des Amuletts überreden kann. Das Team rettet Stein aus Capones Fängen und entlässt den genesenen Ness anschließend mit dem Hauptbuch. Andernorts vervollständigt Thawne mit den beiden Teilen das Askaran-Amulett und aktiviert mit diesem einen holografischen Kompass, der sie zum Speer des Schicksals führen soll. Wie er Darhk und Merlyn erklärt, benötigen sie dafür aber die Hilfe von Rip Hunter, der derweil 1967 in Los Angeles als Filmregisseur tätig ist.                                 |           |                           |                                |                      |                                       |                  |                                                                  |                 |
| 25 | 9         | Der Speer des Schicksals  | Raiders of the Lost Art        | 24. Jan. 2017        | 5. Juli 2017                          | Dermott Downs    | Keto Shimizu & Chris Fedak                                       | 1,740 Mio.      |
| Bei Nachforschungen entdecken Nate, Amaya und Ray, dass die beiden Teile des Amuletts zusammengefügt das Medaillon des römischen Offiziers Longinus darstellen, welches sich nun in Besitz der „Legion der Verdammnis“ befindet, wie Nate Thawne, Darhk und Merlyn nennt. Auf eine durch die Legion verursachte Zeitabweichung fliegt das Team nach Los Angeles im Jahr 1967 und trifft Darhk und Merlyn vor einem Filmstudio an, wo sie verhindern müssen, dass diese Rip entführen. Nachdem jener dabei jedoch von der Polizei verhaftet wird, gibt sich Dr. Stein als Rips Psychologe aus, sodass das Team ihn aus dem Polizeirevier und an Bord der Waverider bringen kann. Dort offenbart Gideon, dass Rips Identität durch den Kontakt mit dem Zeitantrieb des Schiffes vor sechs Monaten in New York überschrieben wurde. Bei seiner damit zusammenhängenden Beförderung nach Los Angeles 1967 nahm er zudem den Speer des Schicksals mit, den er bis dahin auf dem Schiff versteckt hielt. Als Ray und Nate bemerken, dass ihnen ihr technologisches bzw. historisches Wissen abhandenkommt, stellt sich heraus, dass es sich bei Rips Assistent im Filmstudio um George Lucas handelte, den die Ereignisse davon abgehalten haben, Filmregisseur zu werden. Da durch dessen Filme allerdings erst Rays und Nates Interesse an ihren jeweiligen Fachgebieten geweckt wurde, suchen die beiden mit Amaya Lucas an der Filmhochschule auf. Dort werden die vier von Merlyn und Darhk angegriffen, die den Speer des Schicksals fordern, welchen Rip als Filmrequisit verwendet hat, bevor Lucas ihn entsorgt hat. Von Merlyn und Darhk gezwungen holen die vier den Speer aus einer Müllpresse, wobei Nate und Ray Lucas überreden können, weiterhin eine Karriere als Filmregisseur zu verfolgen. Mit der Hilfe der restlichen Crew in der Waverider retten sich die vier aus der Müllpresse und es entsteht ein Kampf, zu dem auch Thawne hinzustößt. Sara gelingt es zwar, Darhk das Medaillon abzunehmen, doch Thawne auch, Rip zu entführen, woraufhin die Crew mit dem Speer in Besitz flieht.                                   |           |                           |                                |                      |                                       |                  |                                                                  |                 |
| 26 | 10        | Die Legion der Verdammnis | The Legion of Doom             | 31. Jan. 2017        | 12. Juli 2017                         | Eric Laneuville  | Phil Klemmer & Marc Guggenheim                                   | 1,776 Mio.      |
| Rip kann der Legion der Verdammnis zwar nicht den Aufenthaltsort der restlichen Teile des Speers nennen, dafür aber entdeckt Darhk auf einem Zahn, den er Rip entfernt, Informationen zu einem Bankschließfach in der Schweiz. Nachdem Dr. Stein Sara überredet, für die Untersuchung des Medaillons in Central City anzuhalten, bringt er von dort seine Tochter Lily an Bord, die Sara dem Team als Zeitabweichung offenbart. Auf Thawnes Anweisung suchen Merlyn, Darhk und Rip mit der Zeitkapsel 2025 die Schweizer Bank auf, wo Rip es jedoch aufgrund seiner veränderten Identität nicht gelingt, sein Schließfach zu öffnen. Zurück im Versteck machen sich Darhk und Merlyn gegenseitig für ihr Scheitern verantwortlich und es entsteht ein Kampf, den Rip mit dem Hinweis unterbricht, dass ihr Konflikt von Thawne gewollt sei. Mit der Erkenntnis, dass Thawne sie wie Untergebene behandelt und etwas vor ihnen verheimlicht, einigen sich Darhk und Merlyn auf ein Bündnis. Auf der Waverider schaffen es Ray und Lily, die auf dem Medaillon gespeicherten Daten in den Bordcomputer hochzuladen. Eine Bemerkung Micks über ihre Existenz als Zeitabweichung veranlasst Lily, ihren Vater zu fragen, der ihr daraufhin die Wahrheit erzählt. Bei ihrem zweiten Versuch gelingt es Darhk und Merlyn, in den Tresor mit dem Schließfach zu gelangen, wo sie ein Gerät finden, auf dem – wie der auftauchende Thawne erklärt – Rips Gedächtnis gespeichert ist. Als die beiden anschließend die Tresortür schließen und Thawne zur Rede stellen, verrät dieser, dass er seit seiner Auslöschung aus der Zeit durch den Tod seines Vorfahrens von einem zombieähnlichen Speedster gejagt wird. Da jener ihn über die Speed Force aufspürt, raten Merlyn und Darhk Thawne, diese nicht zu benutzen, wodurch sie es schaffen, dem Zombie-Speedster eine Falle zu stellen und ihn in den Tresor einzusperren. Thawne einigt sich mit Darhk und Merlyn darauf, sie wie ebenbürtige Partner zu behandeln, und gibt Rip sein Gedächtnis mit ein paar Anpassungen zurück. In New Jersey 1776 erschießt Rip daraufhin George Washington. |           |                           |                                |                      |                                       |                  |                                                                  |                 |
| 27 | 11        | Überläufer                | Turncoat                       | 7. Feb. 2017         | 19. Juli 2017                         | Alice Troughton  | Grainne Godfree & Matthew Maala                                  | 1,774 Mio.      |
| Nach dem Mord an George Washington versorgt der nun für die Legion der Verdammnis kämpfende Rip im Amerikanischen Unabhängigkeitskrieg 1776 die britischen Truppen mit modernen Maschinengewehren. Diese Zeitabweichung führt die Crew nach 1776, wo sich Sara, Nate, Amaya und Ray einen Tag vor Washingtons Tod auf ein Bankett begeben, um diesen zu beschützen. Dabei wird das Haus jedoch von britischen Soldaten angegriffen, angeführt von Rip, der mit einer futuristischen Waffe einen EMP erzeugt und damit neben der Waverider auch Rays Anzug lahmlegt, was diesen vorerst in seinem geschrumpften Zustand gefangen hält. Vor dem Haus treffen Sara, Mick und Washington auf Rip, der Sara in den Bauch schießt und die anderen beiden gefangen nimmt. Auf dem Schiff überträgt die geschwächte Sara Jackson das Befehlskommando, woraufhin dieser Nate und Amaya anweist, das britische Lager aufzusuchen. Als sie dabei von Banditen überfallen werden und Nate in einen Fluss gestoßen wird, muss er von Amaya gerettet werden. Anschließend finden die beiden in einem verlassenen Lager Unterschlupf, wo sie sich näher kommen. Während Stein aufgrund des Stromausfalls manuell die Patrone aus Sara entfernen muss, dringt Rip auf der Suche nach dem Speerfragment in das Schiff ein und jagt Jackson mit seiner Pistole. Indem er Sara bedroht, zwingt Rip Jackson, ihm das Versteck des Speers zu verraten. Er tötet Sara aber dennoch und flieht mit dem Speer. Dank seiner geringen Größe gelangt Ray in den abgesperrten Maschinenraum und kann die Stromzufuhr wiederherstellen, was es Gideon ermöglicht, Sara mit technischen Hilfsmitteln wiederzubeleben. Bei Washingtons geplanter Hinrichtung setzt sich Mick mit diesem zur Wehr, bevor sie mit der Hilfe von Nate und Amaya aus dem britischen Lager entkommen. Jackson holt derweil Rip ein und will sich an ihm rächen, doch die auftauchende Sara hält ihn davon ab. Mit dem Dank des vor dem Tod bewahrten Washington kehrt das Team aufs Schiff zurück, wo es gemeinsam Weihnachten feiert.                                                           |           |                           |                                |                      |                                       |                  |                                                                  |                 |
| 28 | 12        | Die Schlacht um Camelot   | Camelot/3000                   | 21. Feb. 2017        | 26. Juli 2017                         | Antonio Negret   | Anderson Mackenzie                                               | 1,640 Mio.      |
| Nachdem Gideon mit den Daten des Medaillons einen Teil des Speers in Detroit im Jahr 3000 lokalisiert, fliegt die Crew dorthin und findet die Leiche von Doctor Mid-Nite, einem Mitglied der JSA, welchem Rip das Fragment abgenommen hat. Ein weiteres Stück des Speers befindet sich 507 in Britannien, was insbesondere Ray aufgrund seiner Begeisterung für das Mittelalter und die Artussage freut. Obwohl Nate diese als reine Fiktion sieht, treffen sie in Britannien auf eine Gruppe von Rittern, angeführt von Guinevere, die sie nach Camelot führen. Nach dem freundlichen Empfang durch König Artus entpuppt sich dessen Berater „Merlin“ als Stargirl, ebenfalls Mitglied der JSA. Wie sie dem Team erklärt, fand Rip mit der JSA 1956 den Speer des Schicksals und brach ihn aufgrund seiner großen Macht in vier Teile. Mit dem Auftrag, einen der Teile zu bewachen, wurde sie hierher geschickt, wo sie den Königshof nach der Artussage umgestaltete. Als Artus am Abend von der Jagd zurückkehrt, wird er durch ein neuronales Implantat aus dem Jahr 3000 von Rip in Begleitung von Darhk kontrolliert. Nach einem kurzen Kampf, in dem Artus Sir Galahad tötet, gibt Darhk dem Team wenige Stunden Zeit zur Aushändigung des Speerfragments, bis sie mit einer Armee wiederkommen würden. Während Guinevere ihre Ritter auf den Kampf gegen die fremdgesteuerten Truppen von Rip und Darhk vorbereitet, spürt Amaya mit dem Medaillon das Fragment auf und kann Stargirl überreden, es ihr zu überlassen. Da Ray mit Guinevere in die Schlacht zieht, muss die Crew ihre geplante Abreise verschieben und hilft Ray, wobei Dr. Stein Mick mit einem neuronalen Implantat ausstattet, das er aus 3000 mitgenommen hat. Durch die höhere Intensität seiner Gedanken gelingt es Mick, die Kontrolle über die feindliche Armee zu übernehmen, woraufhin Rip sich geschlagen geben muss, während Darhk die Flucht ergreift. Das Team verabschiedet sich von Artus, Guinevere und Stargirl und sperrt Rip an Bord der Waverider in eine Zelle, wo sich jedoch zeigt, dass Gideon noch immer auf seinen Befehl hört.          |           |                           |                                |                      |                                       |                  |                                                                  |                 |
| 29 | 13        | Die vergessene Welt       | Land of the Lost               | 7. März 2017         | 2. Aug. 2017                          | Ralph Hemecker   | Keto Shimizu & Ray Utarnachitt                                   | 1,538 Mio.      |
| Während die Crew Commander Steel, Nates Großvater, aufsuchen will, der das letzte Teil des Speers besitzt, befreit sich Rip mit der Hilfe von Gideon aus seiner Zelle und lässt diese die Kontrolle über das Schiff übernehmen. Anschließend gelangt Rip an das Medaillon und zerstört es, bevor er von Mick K.o. geschlagen wird. Um die Kontrolle über die Waverider zurückzuerlangen, startet Jackson den Bordcomputer neu, was allerdings dazu führt, dass das Schiff den ersten im Navigationssystem verzeichneten Ort ansteuert, die Kreidezeit, in der sich Ray aufgehalten hat. Da bei der Landung der für die Weiterreise notwendige „Temporalentzerrer“ verloren geht, begeben sich Ray, Nate und Amaya auf die Suche nach ihm. Um Rips Gehirnwäsche zu beenden, nutzt der Rest des Teams eine Technologie an Bord des Schiffes, die es Sara und Jackson ermöglicht, sich kognitiv mit Rip zu verbinden und so in sein Unterbewusstsein einzudringen. Dieses stellt sich für die beiden als das Schiff dar, auf der ihnen die Crewmitglieder als Feinde gegenübertreten. Nach einem Kampf wird Sara in eine Zelle gesperrt, wo sie auf den verängstigten Rip in seinem unmanipulierten Zustand trifft. Jackson stößt woanders derweil auf die Personifikation von Gideon, die ihn zur Zelle führt, aus der sie Rip und Sara befreien. Als Gideon offenbart, dass Rip sich zur Wiederherstellung seines alten Verstandes an sein vorheriges Leben erinnern muss, konzentriert dieser sich solange darauf, bis es ihm gelingt, die böse Crew aus seinem Verstand zu verbannen. Jackson und Sara trennen daraufhin die Verbindung und wachen wieder auf, genauso wie Rip, der sich mit einem Kuss von Gideon verabschiedet. Ray, Nate und Amaya ist es in der Zwischenzeit gelungen, den Entzerrer aus dem Nest eines Dinosauriers zu bergen, den Amaya dafür mit ihren animalischen Kräften beruhigen musste. Rip wird wieder Teil des Teams und weiß aus seiner Erinnerung, wo er Commander Steel mit dem Speerfragment hingeschickt hat. 1970 hat sich Thawne unterdessen in die Apollo-13-Mission eingeschlichen.                 |           |                           |                                |                      |                                       |                  |                                                                  |                 |
| 30 | 14        | Apollo 13                 | Moonshot                       | 14. März 2017        | 9. Aug. 2017                          | Kevin Mock       | Grainne Godfree                                                  | 1,339 Mio.      |
| Nachdem Rip Commander Steel bzw. Henry nicht im Jahr 1965, wo er ihn mit dem Speerstück abgesetzt hat, finden kann, entdeckt das Team, dass Henry 1970 als Forscher bei der NASA arbeitet, und reist dorthin. Im Space Center der NASA treffen sie auf Henry, der ihnen erklärt, dass er das Speerstück in der Flagge versteckt hat, die Neil Armstrong bei Apollo 11 auf dem Mond platziert hat. Da Apollo 13 gerade entgegen dem historischen Verlauf nach Plan verläuft, fliegt die Crew mit Henry zum Apollo-Raumschiff, in das Ray mit seinem geschrumpften Anzug eindringt. Innen sieht er die betäubten Jim Lovell und Fred Haise sowie Thawne, der mithilfe seiner speziellen Vorrichtung Jack Swigerts Gesicht auf sich übertragen hat. Ray kann Thawne, dessen Kräfte in der Schwerelosigkeit nicht wirken, ausschalten, doch im Kampf wird die Abkopplung der Mondlandefähre aktiviert, woraufhin diese mit Ray und Thawne an Bord auf dem Mond bruchlandet. Während Ray die Flagge aufsucht und das Speerfragment an sich nimmt, bewahrt Sara mit der Waverider das Kommandomodul, in dem sich Lovell und Haise befinden, vor Meteoriten, wobei die Waverider aber so sehr beschädigt wird, dass sie nicht mehr auf dem Mond landen kann. Mit der notgedrungenen Hilfe von Thawne leitet Ray die Energie seines Anzugs auf die Fähre um, wodurch sie mit dieser in den Weltraum gelangen und von der Waverider aufgenommen werden können. Anschließend schickt das Team das Apollo-Raumschiff mit seinen Astronauten wieder in Richtung Erde und sperrt Thawne in eine Zelle. Als bei der eigenen Rückkehr zur Erde jedoch Schubdüsen ausfallen und das Verglühen in der Atmosphäre droht, opfert sich Henry und öffnet den Frachtraum, was diesen nach außen zieht, aber auch den für eine sichere Landung notwendigen Druckabfall herstellt. Während Thawne danach mithilfe seiner Kräfte vom Schiff flieht, befragt Amaya, von einer Andeutung Nates veranlasst, Gideon nach ihrer Zukunft und diese zeigt ihr Bilder von ihrem zerstörten Heimatdorf in Afrika und ihrer Enkelin Mari McCabe.                                |           |                           |                                |                      |                                       |                  |                                                                  |                 |
| 31 | 15        | Die Gefährten             | Fellowship of the Spear        | 21. März 2017        | 16. Aug. 2017                         | Ben Bray         | Keto Shimizu & Matthew Maala                                     | 1,718 Mio.      |
| Um der Legion die zwei verbleibenden Speerfragmente zu entwenden, begibt sich die Crew zu den Überresten des Vanishing Point, wo die Legion laut Rip ihr Versteck hat. Trotz Thawnes Anwesenheit gelingt es dem Team, sich unbemerkt hineinzuschleichen, die beiden Stücke an sich zu nehmen und zu fliehen. An Bord der Waverider fügt sich der Speer von allein wieder zusammen und Rip ermahnt das Team, ihn aufgrund seiner unkontrollierbaren Macht nicht zu benutzen. Als der Speer eine Inschrift preisgibt, die besagt, dass er nur durch das Blut Jesu Christi zerstört werden kann, erzählt Nate dem Team von einer Phiole, die gemäß einer Schrift J. R. R. Tolkiens Jesu Blut enthalten und sich im Grab des Ritters Gawain im Norden Frankreichs befinden soll. Da sich Tolkien dort 1916 als Soldat in der Schlacht an der Somme aufhält, fliegt das Team zu ihm und bringt ihn an Bord der Waverider. Mithilfe von Tolkiens Wissen können sie Gawains Grab in der Kathedrale von Amiens lokalisieren, wo sie ein Buch mit der Gravur einer Landkarte finden. In diesem Moment tauchen vor ihnen Darhk und Leonard Snart auf, den, wie sich herausstellt, die Legion vor seinem Beitritt zur Crew aus der Zeit entfernt und zu ihrem Verbündeten gemacht hat. Das Team kehrt aufs Schiff zurück, wo die Gravur ihnen die Position des Blutes verrät, mitten in einem Schlachtfeld. Vor Ort schafft es Rip, über die Lautsprecher eine Waffenruhe auszurufen, sodass Sara, Mick, Nate und Amaya, vom Speer geleitet, ungehindert zur Phiole gelangen. Nachdem Sara Mick den Speer übergibt, um die Phiole aufzuheben, erscheinen Darhk und Snart, von denen letzterer Mick überreden kann, sich ihnen anzuschließen. Mit einer Granate beendet Snart daraufhin die Waffenruhe und gibt sich und seinen Partnern damit die Möglichkeit zur Flucht, während die Phiole auf dem Weg zum Schiff durch Schüsse zerstört wird. In ihrem Versteck kommen die nun fünf Mitglieder der Legion anschließend zusammen und vollziehen mit einem von Merlyn beschafften Buch ein Ritual, das ihnen die Macht des Speers nutzbar machen soll. |           |                           |                                |                      |                                       |                  |                                                                  |                 |
| 32 | 16        | Böse neue Welt            | Doomworld                      | 28. März 2017        | 23. Aug. 2017                         | Mairzee Almas    | Ray Utarnachitt & Sarah Hernandez                                | 1,593 Mio.      |
| Die Legion hat die Kraft des Speers, die Realität zu verändern, genutzt und sich eine Welt nach ihren Wünschen erschaffen, in denen die Legends nichts mehr von ihrer Mission wissen. Als Leiter von S.T.A.R. Labs wird Thawne von Nate aufgesucht, der ihm von Unregelmäßigkeiten in der Realität berichtet, weshalb er Snart und Mick anweist, Nate zu töten. Aus Überdruss an der neuen Welt weigert sich Mick jedoch und flüchtet sich mit Nate zu Ray, der als Hausmeister bei S.T.A.R. Labs arbeitet und nebenbei aus seinem Instinkt heraus eine Kanone gebaut hat, die das Unterbewusstsein wieder zu Tage fördert. Nachdem Ray und Nate damit ihre Erinnerungen zurückerlangen, werden sie von Sara und Amaya aufgespürt, die für Darhk arbeiten. Im Kampf gelingt es Ray, Sara mit der Kanone zu beschießen, während Amaya die Flucht ergreift. Diese kann Sara schließlich jedoch ebenfalls mithilfe der Kanone ins Team zurückholen, genauso wie Jackson, der ein Forschungsprojekt bei S.T.A.R. Labs geleitet hat, bei dem Dr. Stein für Thawne einen extrem heißen Reaktor zur Zerstörung des Speers konstruieren sollte, was diese Realität verfestigen würde. Das Team beschließt, den Speer vorher zu stehlen, lässt aus Misstrauen aber Mick zurück, der sich daraufhin mit Snart, Merlyn und Darhk gegen Thawne verbündet. Als sich das Team Zutritt zum Reaktor-Raum verschafft, erscheint dort Thawne mit dem Speer, der aber von Snart außer Gefecht gesetzt wird. Im darauffolgenden Kampf um den Speer gelangt Mick in dessen Besitz und übergibt ihn Amaya, doch bevor diese ihn benutzen kann, wird sie von Snart mit dessen Eiskanone getötet. Anschließend nimmt sich der wiedererwachte Thawne den Speer und wirft ihn in den Reaktor, womit er ihn zerstört. Um den Legends seinen Triumph vorzuhalten, lässt er sie gehen, woraufhin diese noch eine letzte Möglichkeit in Betracht ziehen, die Geschehnisse zu ändern, nämlich durch eine Zeitreise mit der Waverider. Diese wurde von Rip derweil wieder startbereit gemacht, befindet sich allerdings in Miniaturgröße in den S.T.A.R. Labs.               |           |                           |                                |                      |                                       |                  |                                                                  |                 |
| 33 | 17        | Zeitparadoxon             | Aruba                          | 4. Apr. 2017         | 30. Aug. 2017                         | Rob Seidenglanz  | Phil Klemmer & Marc Guggenheim                                   | 1,521 Mio.      |
| Rip schafft es, mit der Waverider die S.T.A.R. Labs zu verlassen und die Crew zu finden, die daraufhin noch einmal in die S.T.A.R. Labs eindringt und Rays Atom-Anzug birgt, mit dem sie Rips und der Waverider normale Größe wiederherstellen. Um den Speer vor der Legion zu bewahren, reist das Team zurück nach Frankreich 1916, wobei Rip mahnt, ein Aufeinandertreffen mit den eigenen Ichs unbedingt zu vermeiden, da dies zu einem folgenschweren Zeitparadoxon führen könnte. Nachdem Ray beim Versuch, das Blut Jesu zu bergen, von Thawne getötet wird und dieser die Phiole zerstört, beschließt das Team, sich an Bord der anderen Waverider zu schleichen und ungesehen den Speer zu stehlen. Der Plan schlägt fehl und das Team trifft auf seine früheren Ichs, denen es die Situation erklären muss. Als die Waverider von Darhk, Merlyn und Snart angegriffen wird, versucht Sara, das Schiff in eine andere Zeit zu befördern, was aufgrund des Zeitparadoxons aber misslingt und mit einem Absturz endet. Auf dem Weg zur anderen Waverider werden die beiden Crews erneut von dem Trio attackiert, die die Jackson, Mick und Nate der späteren Crew töten. Anschließend taucht Thawne mit zahlreichen Versionen seiner selbst aus der Zeit auf, tötet den späteren Rip und schaltet nacheinander die Crewmitglieder aus, weshalb Sara notgedrungen die Macht des Speers beschwört. Von einer Vision ihrer toten Schwester Laurel bestärkt entscheidet sie sich, dem Speer seine Kraft zu nehmen und den Zombie-Speedster herbeizurufen, welcher Thawne tötet und aus der Zeit auslöscht. Indem auch die spätere Sara aus der Zeit verschwindet, ist die Crew wieder vollzählig, woraufhin sie Darhk, Merlyn und Snart an die Punkte zurückbringen, an denen Thawne sie aus der Zeit entfernt hat. Rip verabschiedet sich, um sich eine Auszeit zu nehmen, und das Team will auf Micks Wunsch nach Aruba 2017 reisen. Durch die Auswirkungen des Zeitparadoxons landen sie stattdessen jedoch in Los Angeles 2017, wo sie Dinosaurier und Gebäude aus verschiedenen Zeiten sehen.                                         |           |                           |                                |                      |                                       |                  |                                                                  |                 |

## Staffel 3
Die Erstausstrahlung der dritten Staffel war vom 10. Oktober 2017 bis zum 9. April 2018 auf dem US-amerikanischen Sender The CW zu sehen. Die deutschsprachige Erstausstrahlung sendete der deutsche Free-TV-Sender ProSieben Maxx vom 16. Juli bis zum 12. November 2018.
| Nr. (ges.) | Nr. (St.) | Deutscher Titel                 | Originaltitel                    | Erstausstrahlung USA | Deutschsprachige Erstausstrahlung (D) | Regie              | Drehbuch                                                             | Zuschauer (USA) |
| --- | --------- | ------------------------------- | -------------------------------- | -------------------- | ------------------------------------- | ------------------ | -------------------------------------------------------------------- | --------------- |
| 34 | 1         | Cäsar und die Zeitreisenden     | Aruba-Con                        | 10. Okt. 2017        | 16. Juli 2018                         | Rob Seidenglanz    | Phil Klemmer & Marc Guggenheim                                       | 1,711 Mio.      |
| Inmitten des Chaos des Zeitparadoxons taucht Rip durch ein Portal vor den Legends auf und erklärt, dass er mit seinem vor fünf Jahren gegründeten „Zeitbüro“ die vom Zeitparadoxon hervorgerufenen „Anachronismen“ beseitigt und für das Team keine Verwendung mehr hat. Einige Monate später wird Mick beim Sonnen am Strand auf Aruba von Julius Cäsar angesprochen und fesselt diesen. Er berichtet Sara davon, die mit Ray und Nate Rip in der Hauptzentrale des Zeitbüros in Star City über den Anachronismus informiert. Rip schickt zwei Agenten nach Aruba, wo Cäsar derweil die Flucht gelingt und Mick bei der Verfolgung einen wie Cäsar gekleideten Gast einer Kostümparty einfängt. Die beiden werden von den zwei Agenten durch ein Portal ins Zeitbüro gebracht, wo Micks falscher „Cäsar“ für Ernüchterung sorgt. Eine originale römische Münze von Mick lässt Nate jedoch an die Echtheit dessen Begegnung glauben, sodass Sara, Ray, Nate und Mick kurzerhand die im Hangar stehende Waverider stehlen und zunächst Jackson und Stein mit an Bord holen. Danach fliegen sie nach Aruba, wo Sara Cäsar im Zweikampf K.o. schlägt. Mit einem Anruf bittet Rip das Team, Cäsar und die Waverider dem Zeitbüro zu übergeben, doch Sara entscheidet sich, Cäsar selbst im Jahr 49 v. Chr. abzusetzen. Nachdem Sara ihm dort mit einer vom Zeitbüro benutzen Blitzpistole die Erinnerungen löscht, muss Nate auf der Waverider feststellen, dass Cäsar ihm sein Geschichtsbuch entwendet hat, wodurch dieser nun die Geschichte ändern wird. Dies veranlasst das Zeitbüro einzuschreiten, wobei deren Agentin Ava Sharpe allerdings in einer Falle von Cäsar gefangen genommen wird. Widerwillig bittet Rip das Team um Hilfe, woraufhin dieses Sharpe befreien und das Buch an sich nehmen kann. Rip überlässt das Schiff den Legends und begründet dies gegenüber der protestierenden Sharpe, dass diese ihnen im Kampf gegen „Mallus“ helfen könnten. Amaya ist nach der Auflösung des Teams nach 1942 in ihre afrikanische Heimat Sambesi zurückgekehrt, wo sie ihr Dorf vor Kolonialisten beschützt.                                                                    |           |                                 |                                  |                      |                                       |                    |                                                                      |                 |
| 35 | 2         | Der Zirkus der wahren Wunder    | Freakshow                        | 17. Okt. 2017        | 23. Juli 2018                         | Kevin Tancharoen   | Keto Shimizu & Grainne Godfree                                       | 1,581 Mio.      |
| Mit der Technik des Zeitbüros hat Ray eine Karte erstellt, die Anachronismen in der Zeit anzeigt. Den ersten sucht das Team in Wisconsin 1870 im Zirkus von P. T. Barnum, in dessen Lager Ray, Nate und Jackson einen eingesperrten Säbelzahntiger finden. Ray beschießt diesen mit seinem neu entwickelten Schrumpf-Handschuh, wodurch sich das Tier jedoch fälschlicherweise vergrößert und flieht. Sara fliegt im Jumpship nach Sambesi 1942 und bittet Amaya wegen deren Tierkräfte um Hilfe, worauf diese einwilligt. Es gelingt den beiden, den Säbelzahntiger im Wald aufzuspüren, mit Rays Handschuh zu schrumpfen und einzufangen. In einer Bar offenbart der betrunkene Nate Barnum derweil seine Metallhaut und verrät ihm Rays und Jacksons Kräfte. Der begeisterte Barnum lässt Ray und Jackson von seinem Handlanger niederschlagen und bei sich im Zirkus einsperren. Am nächsten Tag entdeckt Sara den Zeitbüro-Agenten Gary am Zirkus und Nate und Amaya finden Ray und Jackson im Käfig, werden dabei allerdings betäubt. Im Käfig erzählt Amaya dem von ihr enttäuschten Nate, dass sie ihn vor sechs Monaten verlassen hat und nach 1942 zurückgekehrt ist, um zu verhindern, dass ihre Enkelin Mari, die Superheldin Vixen, nie geboren wird. Als Agent Sharpe durch ein Portal auf der Waverider erscheint, schickt Sara Stein und Mick zum Zirkus, während sie es mit Sharpe aufnimmt. Im Zirkus beginnt Barnums Vorführung mit Ray und Jackson, was Stein nutzt, um sich mit Jackson zu Firestorm zu verbinden. Nachdem Barnum Nate mit Pistolenschüssen dazu zwingt, sich in Metall zu verwandeln, aktiviert Amaya ihre Tierkräfte und muss von Nate davon abgehalten werden, Barnum zu töten. Da der Anachronismus nun beseitigt ist, kehrt das Team auf die Waverider zurück, welche Sharpe und Gary wieder verlassen. Im Anschluss gesteht Amaya dem Team, dass sie seit kurzem bei Benutzung ihrer Kräfte die Kontrolle verliert, beschließt aber zu bleiben. Andernorts wird eine Frau namens Kuasa von einer Anhängerin Mallus’ in einem Ritual aus einem Gewässer beschworen.                                                                            |           |                                 |                                  |                      |                                       |                    |                                                                      |                 |
| 36 | 3         | Zari                            | Zari                             | 24. Okt. 2017        | 30. Juli 2018                         | Mairzee Almas      | James Eagan & Ray Utarnachitt                                        | 1,427 Mio.      |
| In Seattle 2042 beobachtet Gary, wie Kuasa einen Gefangenentransport stoppt, um an dessen Gefangene zu gelangen, der jedoch die Flucht gelingt. Die Crew fängt Garys Funkspruch an das Zeitbüro ab und fliegt nach Seattle 2042, wo sie feststellen, dass sie sich in einem von der Organisation A.R.G.U.S. kontrollierten Polizeistaat befinden. Sie finden Gary, der ihnen mitteilt, dass es sich bei der Attentäterin (Kuasa) um ein zeitreisendes Metawesen handelt, mit der Kraft, sich in Wasser zu verwandeln. Mit der Hilfe von Gideon spürt das Team die Flüchtige, Zari Tomaz, auf, muss sich dabei allerdings gegen eine A.R.G.U.S.-Einheit zur Wehr setzen. In einer Bar muss das Team Zari dann vor Kuasa beschützen und flieht mit ihr auf die Waverider. Das Team bittet Zari, ihnen dabei zu helfen, die Attentäterin zu fassen, wofür Zari als Gegenleistung verlangt, ihren Bruder aus dem Gefängnis zu befreien. Da Amaya ihren Kontrollverlust auf ein Problem mit ihrem Totem, das sie um den Hals trägt, zurückführt, möchte Nate ihr mit einem Halluzinogen aus ihrer Heimat helfen. Der Rest des Teams verschafft sich derweil Zutritt zum A.R.G.U.S.-Gefängnis, wo Zari ein Amulett aus der Verwahrstelle an sich nimmt und dem Team gesteht, dass ihr Bruder nicht hier ist. Nachdem sie mit der Kraft des Amuletts davonfliegt, folgt Ray ihr in seinem Anzug bis zu einem Ort, an dem Zari eine Zuflucht erwartet hatte, stattdessen aber alles zerstört ist. Als hinter ihnen Kuasa erscheint, ruft Ray das Team herbei, das jedoch vom Zeitbüro-Schiff unter Agent Sharpe aufgehalten wird. Indem Sara die Waverider in Richtung Sharpes Schiff steuert und droht, in dieses hineinzufliegen, kann sie Sharpe vertreiben. Anschließend findet die Crew Ray und Zari, woraufhin Amaya, die ihre Totemkräfte wieder unter Kontrolle hat, Kuasa außer Gefecht setzt. Mit dem Hinweis, dass sie Amaya nicht töten könne, ohne sich selbst auszulöschen, verschwindet Kuasa mithilfe eines mystischen Steins. Auf das Angebot von Amaya und Mick entscheidet sich Zari, Teil des Teams zu werden. In Ivy Town 1988 trifft ein junger Ray auf ein fremdes Wesen. |           |                                 |                                  |                      |                                       |                    |                                                                      |                 |
| 37 | 4         | Gumball, der Außerirdische      | Phone Home                       | 31. Okt. 2017        | 6. Aug. 2018                          | Kevin Mock         | Matthew Maala                                                        | 1,382 Mio.      |
| Als der junge Ray 1988 von Regierungsagenten in einem Geheimlabor getötet wird, verschwindet er auch als Erwachsener von der Waverider. Das Team reist nach Ivy Town 1988 einen Tag vor Rays Ermordung, wodurch der erwachsene Ray wieder auftaucht. Nachdem sie den jungen Ray von der Schule nach Hause verfolgen, beobachtet der erwachsene Ray sein jüngeres Ich in seinem Zimmer zusammen mit einem Dominator-Baby namens „Gumball“. Da es sich bei Gumball um einen Anachronismus handelt, verschaffen sich Ray und Zari am nächsten Tag Zutritt zum Zimmer, während der junge Ray in der Schule ist. Als er jedoch überraschend zurückkehrt, versteckt sich Zari notgedrungen unter dem Bett und Ray schrumpft sich in seinem Anzug. Im Anschluss packt der junge Ray nicht nur Gumball, sondern auch den geschrumpften Ray als vermeintliches Spielzeug in seinen Rucksack und läuft in den Wald, verfolgt von Zari. Sara geht derweil dem Signal eines anderen Raumschiffes nach und trifft auf die Dominator-Mutter von Gumball, die ihr Kind sucht und Sara in einen Kokon einhüllt. Zari und der junge Ray werden im Wald von Regierungsagenten aufgespürt, die sie betäuben und in das Geheimlabor bringen. Indem der erwachsene Ray aus dem Rucksack klettert und wieder normal groß wird, kann er Zari befreien und verhindern, dass der junge Ray von den Agenten getötet wird. Sara schafft es, sich aus dem Kokon zu winden, und informiert das Team über die Dominator-Mutter, die Nate und Amaya in Rays Haus finden. Zari und die beiden Rays gelangen zu Gumball und befreien ihn, wobei dieser seine telepathischen Kräfte einsetzt, um die Agenten aufzuhalten. Nate und Amaya fliehen vor dem Dominator zu Zari und den Rays, die der Mutter ihr Kind zurückgeben, woraufhin diese mit Gumball wieder auf ihr Schiff zurückkehrt. Jackson und Mick waren mit Dr. Stein und der Waverider unterdessen im Jahr 2017, um Stein die Möglichkeit zu geben, bei der Geburt seines Enkelkindes anwesend zu sein. Anschließend fragt Jackson Ray, ob er ihm helfen kann, Firestorm zu spalten.                                                                          |           |                                 |                                  |                      |                                       |                    |                                                                      |                 |
| 38 | 5         | Der Vampir von London           | Return of the Mack               | 7. Nov. 2017         | 13. Aug. 2018                         | Alexandra La Roche | Grainne Godfree & Morgan Faust                                       | 1,519 Mio.      |
| Ray verabreicht Jackson ein Serum, mit dem die physische und psychische Trennung von Stein in Gang gesetzt werden soll. Nate entdeckt auf der Karte zwei von dem Rest völlig unabhängige Anachronismen, nämlich Seattle 2042 und London 1895, wo sich ein Vampir aufhalten soll. Das Team reist ins viktorianische London und findet bei einem Pathologen eine Smartwatch, die er einer Leiche abgenommen hat, welche inzwischen auf dem Friedhof bestattet wurde. Am entsprechenden Grab trifft das Team auf Rip, der sie um Hilfe bittet, da er ohne das Wissen des Zeitbüros nach dem antiken Schurken Mallus sucht, dem er die Anachronismen in Seattle und London zuschreibt. Um mehr über den vermeintlichen Vampir zu erfahren, lässt Nate sich in der Nacht von diesem entführen und wacht gefesselt im Raum eines okkulten Ordens auf, zu dem auch Henry Stein, der Urgroßvater von Martin Stein, gehört. Über Funk informiert Nate die Crew über seinen Aufenthaltsort und diese sucht den Orden bei einer Veranstaltung auf, auf der Henry Stein das Medium Madame Eleanor vorstellt. Während diese für Zari Kontakt mit deren verstorbenem Bruder aufnimmt, befreien Sara und Rip Nate und entdecken die Leiche von Damien Darhk, den der Orden mit einem Ritual wiederbeleben will. Wie sich herausstellt, hat der Orden dafür seinen Opfern Blut abgenommen und dabei eine Doppelspritze benutzt, was den Anschein eines Vampirs erweckte. Da Rip im Gegensatz zu Sara beabsichtigt, über Darhk an Mallus zu gelangen, verriegelt er die Waverider durch einen Befehl an Gideon, sodass das Team eingesperrt wird. Beim Ritual dann lässt Rip durch ein Portal Agenten des Zeitbüros erscheinen, woraufhin Mallus durch Eleanor mit ihm spricht. Danach wird Darhk durch die Kraft des Blutmonds wiederbelebt und greift die Agenten an. Nachdem Sara die Verriegelung der Waverider mit einem Raketenschuss auf sich selbst aufbricht, eilt die Crew Rip zur Hilfe und schlägt Darhk zusammen mit Eleanor in die Flucht. Zurück auf der Waverider ruft Sara den Direktor des Zeitbüros herbei, der Rip unter Arrest stellt.                                               |           |                                 |                                  |                      |                                       |                    |                                                                      |                 |
| 39 | 6         | Helena in Hollywood             | Helen Hunt                       | 14. Nov. 2017        | 20. Aug. 2018                         | David Geddes       | Keto Shimizu & Ubah Mohamed                                          | 1,531 Mio.      |
| Unter Steins Zustimmung führt Ray ein Experiment zur Trennung von Jackson und Stein durch, das jedoch den Tausch ihrer beiden Körper bewirkt. Das Team fliegt zu einem Anachronismus im Jahr 1937, bei dem das Auftauchen der wunderschönen Helena von Troja einen folgenschweren Konflikt zwischen zwei Filmstudios in Hollywood auslöste. Nachdem Helena vor dem Studio der Warner Brothers vom Boss von K&G Pictures abgeworben wird, hält dieser eine Gala zur Präsentation seiner neuen Schauspielerin ab. Auf dieser trifft das Team auf Damien Darhk in Begleitung von Madame Eleanor und Kuasa, der Sara droht, die Legends mit seinen magischen Kräften zu töten, wenn sie nicht nach 2017 zurückkehren. Auf der Waverider beschließt Sara, Helena mit Amaya und Zari und ohne die von Helenas Schönheit abgelenkten Männer aus dem K&G-Pictures-Anwesen zu holen. Als der Warner-Brothers-Boss dort mit seinen Leuten eine Schießerei anzettelt, kann Sara Helena überreden mitzukommen. Wie sich jedoch herausstellt, wird Hedy Lamarr, ebenfalls ein Gast auf der Gala, durch die Beeinträchtigung der Zeit ihre Erfindungen nicht erschaffen, auf denen zum Teil die Technologie der Waverider aufbaut. Stein (im Körper von Jackson) sucht Lamarr auf, wird dabei allerdings von Darhk und Eleanor angegriffen, sodass das Team zur Hilfe kommt. Während Sara Darhk zum Schwertkampf herausfordert, kämpft Amaya auf der Waverider gegen Kuasa, die ebenso wie sie ein Totem besitzt. Nachdem Sara die Oberhand gegen Darhk gewinnt, beginnt Eleanor, Darhks Tochter, ihr mit Magie die Lebenskraft zu entziehen, bis sie von Firestorm gestoppt wird. Dieser schlägt Darhk und Eleanor in die Flucht und auf dem Schiff offenbart Kuasa Amaya, dass sie ihre Enkeltochter und Maris Schwester ist, bevor sie ebenfalls flieht. Sara wird auf der Waverider ins Koma versetzt und Stein – nun wieder im richtigen Körper – verhilft Lamarr zu ihrem alten Job als Schauspielerin bei Warner Brothers. Da Helena nicht nach Troja zurückkehren will, bringt Zari sie nach Themiskyra, einer Insel voller Frauen.                                                            |           |                                 |                                  |                      |                                       |                    |                                                                      |                 |
| 40 | 7         | Willkommen im Dschungel         | Welcome to the Jungle            | 21. Nov. 2017        | 27. Aug. 2018                         | Mairzee Almas      | Ray Utarnachitt & Tyron B. Carter                                    | 1,485 Mio.      |
| Mit Sara im Koma beschließt das Team, einen weiteren Anachronismus von der Karte aufzuklären, nämlich im Vietnamkrieg 1967, wo US-amerikanische Soldaten von einer mysteriösen Kreatur im Dschungel angegriffen wurden. Bei der Untersuchung des Tatorts treffen Nate und Mick auf eine andere Soldatentruppe, angeführt von Micks Vater Dick. Obwohl Mick seinen Vater aufgrund dessen sorgloser Erziehung hasste, schließen er und Nate sich der Truppe an, die kurz darauf einen Angriff der eigenen Kameraden abwehren muss. Die Einheimische Anh Ly führt Zari, Ray und Amaya derweil vom US-Lager in ein Camp, wo US-amerikanische mit Vietcong-Soldaten zusammenleben. Wie sich zeigt, ist dafür die Kreatur, der telepathisch begabte Mutanten-Gorilla Grodd, verantwortlich, der die Menschen im Camp kontrolliert. Dank Gideons Zukunftsvorhersage erfährt das Team, dass Grodd den Dritten Weltkrieg auslösen will, um danach über die Erde zu herrschen. Zari findet im Camp heraus, dass Grodd dafür plant, den US-Präsidenten Lyndon B. Johnson zu töten, der gerade zu einem Besuch der US-Soldaten in Vietnam angekommen ist. Sie kann diese Information noch per Funk ans Team weitergeben, bevor sie von Anh Ly außer Gefecht gesetzt wird. Beim Versuch, Grodd zu besänftigen, geben sich Amaya, Zari und Ray als Zeitreisende zu erkennen, was Grodd auf die Idee bringt, die Waverider zu kapern. Während er sich auf den Weg macht, greift die Truppe um Dick und Mick das Camp an und nimmt alle Anwesenden gefangen. Als Dick droht, alle zu erschießen, kann Mick ihn davon abhalten, indem er ihn darauf hinweist, dass ihn eine solche Tat sein ganzes Leben verfolgen würde. Jackson eilt derweil zu Präsident Johnsons Konvoi und bewahrt diesen vor dem Gang durch ein Minenfeld. Nachdem Grodd auf die Waverider springt, fliegt Dr. Stein mit der Hilfe von Gideon los und schafft es, Grodd über einem Bombardement von US-Jets abzuwerfen. Sara erwacht schließlich aus dem Koma und Grodd wird im Fallen von Darhk gerettet, der diesen mit dem Zeitreise-Stein zu sich in die Gegenwart befördert.                                                   |           |                                 |                                  |                      |                                       |                    |                                                                      |                 |
| 41 | 8         | Krise auf Erde X                | Crisis on Earth-X                | 28. Nov. 2017        | 3. Sep. 2018                          | Gregory Smith      | Phil Klemmer & Keto Shimizu Idee: Marc Guggenheim & Andrew Kreisberg | 2,797 Mio.      |
| Auf der von Nazis regierten Erde-X schleppt sich der angeschossene Stein zum Schalthebel und aktiviert das Portal, durch das das Team um Sara, Oliver und Barry auf Erde-1 gelangt. Dort hat Felicity in den S.T.A.R. Labs die restlichen Legends herbeigerufen, von denen Ray Eobard Thawne davor bewahrt, Supergirl das Herz herauszuschneiden, um es der herzkranken Kara von Erde-X einzupflanzen. Nate, Amaya und Zari eliminieren die restlichen Nazis in den S.T.A.R. Labs und befreien die eingesperrten Teammitglieder Barrys und Olivers. Während diese daraufhin gemeinsam den Roboter Metallo besiegen, droht Nazi-Führer Oliver-X, Felicity zu töten, zögert aber, als Oliver auftaucht und Kara-X bedroht. Oliver-X, Kara-X und Thawne ergreifen die Flucht und das Team bringt den im Sterben liegenden Stein auf die Waverider, wo ihn nur die physische Verbindung zu Jackson am Leben hält. Da Jackson ebenfalls unter den Schussverletzungen leidet, nimmt Stein einen von Cisco hergestellten Trank zur Trennung der beiden ein und stirbt. Während Jackson die Nachricht Steins Frau und Tochter überbringt, beginnen die Nazis, mit ihrem Zeitschiff „Wellenreiter“ in Central City einzumarschieren, und das Team stellt sich ihnen entgegen. Im daraus entstehenden Kampf befördert Killer Frost sich, Amaya und Zari mit ihren Eiskräften zur Wellenreiter, an deren Bord sie die Schutzschilde deaktivieren, sodass Cisco, Harry Wells und Felicity das Schiff mit der Waverider abschießen können. Da Kara-X aufgrund ihrer Krankheit kurz davor steht, in einer Supernova zu explodieren, fliegt Kara sie ins Weltall, wo die Supernova keinen Schaden anrichtet. Barry kann Thawne schließlich vertreiben und Oliver tötet Oliver-X mit einem Pfeil, womit das Team die Nazis besiegt. Leonard Snart von Erde-X, der dem Team geholfen hat, beschließt, vorerst auf Erde-1 zu bleiben, und nach Steins Beerdigung verabschieden sich Kara und ihre Schwester. Anschließend lassen sich Barry und Iris sowie auch Oliver und Felicity, die sich nun doch für die Ehe entschieden hat, von John Diggle, der den Priestertitel besitzt, trauen.                |           |                                 |                                  |                      |                                       |                    |                                                                      |                 |
| 42 | 9         | Beebo, der Kriegsgott           | Beebo the God of War             | 5. Dez. 2017         | 10. Sep. 2018                         | Kevin Mock         | Grainne Godfree & James Eagan                                        | 1,613 Mio.      |
| Mit Leonard „Leo“ Snart von Erde-X als neues Teammitglied erhält die Crew eine Meldung über einen hoch eingestuften Anachronismus aus dem Jahr 1000, in dem es Leif Eriksson gelungen ist, von Vinland aus ein bis in die Gegenwart währendes Wikingerreich in Nordamerika zu errichten. In Vinland angekommen findet das Team Dr. Stein aus dem Jahr 1992, der ihnen erklärt, dass er gerade für seine Tochter das sprechende Plüschtier Beebo gekauft hat, als er hierher befördert wurde und die Wikinger begonnen haben, Beebo als Gott zu verehren. Zusammen mit Agent Sharpe, die ihnen ihre Hilfe anbietet, besucht das Team ein von Leif veranstaltetes Julfest, auf dem sie versuchen, Beebo zu stehlen. Nachdem dies scheitert, entsteht ein Kampf mit den Wikingern, an dessen Ende Mick Beebo mit seiner Feuerpistole verbrennt. Kurz darauf erscheint Darhk mit seiner Tochter Nora und inszeniert sich vor den ehrfürchtigen Wikingern als Odin, woraufhin sich das Team zurückzieht. Während Agent Sharpe zum Zeitbüro zurückbeordert wird, bringt Jackson den jungen Stein mit dem Jumpship zurück nach 1992 und hinterlässt ihm eine Notiz für die Zukunft, die seinen Tod verhindern soll. Auf Saras Befehl greift das Team Darhk im Wikinger-Lager an, der sich jedoch als zu stark erweist. Als Mick und Leo allerdings Nora verwunden, benutzt Darhk seinen Stein, um mit ihr zu verschwinden. Sara, die Darhk dabei berührt, landet kurz in einer Zwischendimension, in der sie die Stimme Mallus’ hört. Indem Ray mit seinem geschrumpften Anzug in Beebo schlüpft und die Wikinger anweist, aus Vinland zu verschwinden, wird die Zeitlinie korrigiert. Da Stein noch immer tot ist, besucht Jackson diesen noch einmal 1992, wo der junge Stein ihm offenbart, dass er die Notiz vernichtet hat, weil er seinen Tod akzeptiert. Um Steins Tod verarbeiten zu können, beschließt Jackson, sich eine Auszeit zu nehmen, und verabschiedet sich vom Team. Anschließend wird Sara im Schiff von John Constantine begrüßt, der ihr von einem Dämon erzählt, welcher von einem Mädchen Besitz ergriffen hat und Saras Namen kennt.                                    |           |                                 |                                  |                      |                                       |                    |                                                                      |                 |
| 43 | 10        | Ihr Auftritt, John Constantine! | Daddy Darhkest                   | 12. Feb. 2018        | 17. Sep. 2018                         | Dermott Downs      | Keto Shimizu & Matthew Maala                                         | 1,508 Mio.      |
| Constantine, Magier und Meister der dunklen Künste, erzählt Sara, dass ein Dämon beim gescheiterten Exorzismus eines Mädchens in einer Nervenheilanstalt ihren Namen nannte, wohinter Sara Mallus vermutet. Zusammen mit Constantine sucht das Team die Anstalt auf, in der das Mädchen sich als die junge Nora Darhk entpuppt. Während Kuasa auftaucht, die Nate an der Seite von Amaya mit Leos Eiswaffe einfrieren kann, führt Constantine in der Gegenwart von Sara und Leo einen weiteren Exorzismus bei Nora durch. Mallus zeigt sich jedoch erneut resistent und befördert die drei mit einem Zauber in das Jahr 1969. Nachdem sie nichts mehr von ihren Teammitgliedern hören, betreten Ray und Zari die Anstalt und versuchen, das Vertrauen der verängstigten Nora zu gewinnen. Dafür besuchen sie mit ihr ein Café, wo nach kurzer Zeit allerdings Mallus die Kontrolle über Nora erlangt und Ray und Zari angreift. Auch 1969 muss Sara sich gegen Mallus wehren, der versucht, von ihr Besitz zu ergreifen. Sara schlägt vor, Mallus’ eigenen Zauber zu nutzen, um wieder in die Gegenwart zurückzukehren, wofür Constantine sie in die Zwischendimension befördert. Dort trifft Sara auf Nora und überzeugt sie davon, gegen Mallus anzukämpfen, wodurch diese die Kontrolle über sich zurückgewinnt. Anschließend zeichnet Sara Mallus’ Zaubersymbol auf den Boden, durch das sie mit Constantine und Leo wieder im Jahr 2017 landet. Als Amaya auf der Waverider im Hoffen auf Kuasas gute Seite deren Zelle betritt, nimmt diese zunächst den herbeieilenden Nate in die Mangel und ergreift dann die Flucht. Im Café erscheint derweil Darhk und überredet seine Tochter, mit ihm mitzukommen. Zurück an Bord der Waverider berichtet Zari davon, dass Mallus sich vor ihrem Amulett als einem von sechs Totems gefürchtet hat, was Constantine als Möglichkeit sieht, ihn aufzuhalten. Leo verabschiedet sich vom Team, da er vorhat, seinen Freund auf Erde-X zu heiraten, und Constantine warnt Ray beim Verlassen des Schiffs vor Saras dunkler Seite. Agent Sharpe informiert Sara schließlich darüber, dass Rip geflohen ist.                                    |           |                                 |                                  |                      |                                       |                    |                                                                      |                 |
| 44 | 11        | Gefangen in der Zeitschleife    | Here I Go Again                  | 19. Feb. 2018        | 24. Sep. 2018                         | Ben Bray           | Ray Utarnachitt & Morgan Faust                                       | 1,403 Mio.      |
| Als Zari heimlich ein Programm in den Bordcomputer installiert, das nach zeitlichen Schlupflöchern sucht, durch die sie ihre dystopische Welt im Jahr 2042 verhindern will, wird Gideons Prozessor beschädigt. Die verärgerte Sara weist Zari an, den Prozessor zu reparieren, wobei jedoch das Schiff explodiert. Nachdem Zari sich in ihrer vorherigen Diskussion mit Sara wiederfindet und sich der gesamte Ablauf bis hin zur Explosion erneut abspielt, erkennt sie, dass sie in einer Zeitschleife steckt, und vertraut sich Nate an. Auf dessen Idee beschattet Zari die Teammitglieder, um herauszufinden, was die Explosion ausgelöst hat. Dabei entdeckt Zari, dass Mick einen Roman schreibt und Ray sich dafür wappnet, Sara im Falle einer Übernahme durch Mallus zu töten. Zari gelingt es, Ray in ihr Problem einzuweihen, woraufhin die beiden Sara ausspionieren und sehen, wie diese eine private Video-Unterhaltung mit Agent Sharpe führt. Da auch dies Zari nicht weiterhilft, äußert sie ihre Verzweiflung vor dem Team, welches beschließt, mit ihr nach der Ursache der Explosion zu suchen. Dabei stoßen sie in der Müllpresse auf Gary, der erklärt, dass er mit einem speziellen Gerät eine Zeitschleife erzeugt hat, um Zari die Möglichkeit zu geben, die Explosion des Schiffes zu verhindern. Das Team findet kurz darauf eine Bombe in einem Kassettenabspielgerät aus ihrer letzten Mission, mit der Zari sich im Kommandoraum der Brücke einsperrt, um mithilfe der Kraft ihres Totems die Explosion einzudämmen. Als der Countdown abgelaufen ist, ist das Team verschwunden und vor Zari erscheint Gideon, die ihr offenbart, dass sie bei der Reparatur des Schiffes durch eine Chemikalie ohnmächtig wurde. Um zu verhindern, dass Zari nach ihrem Streit mit Sara das Team verlässt, hat Gideon ihr Bewusstsein mit der Matrix des Bordcomputers verbunden und ihr mit diesem Traum vor Augen geführt, wie wichtig das Team für sie ist. Anschließend wacht Zari wieder auf und erzählt dem Team von ihren Erlebnissen. In der chinesischen Provinz Yunnan findet Rip derweil Wally West und bittet ihn um Hilfe zur Rettung des Universums.      |           |                                 |                                  |                      |                                       |                    |                                                                      |                 |
| 45 | 12        | Legenden der Karibik            | The Curse of the Earth Totem     | 26. Feb. 2018        | 1. Okt. 2018                          | Chris Tammaro      | Grainne Godfree & Ubah Mohamed                                       | 1,511 Mio.      |
| Auf der Suche nach weiteren Totems fliegt das Team nach Detroit 2018, wo Darhk ihnen jedoch zuvorkommt und das Feuertotem an sich nimmt. Nate kann das Erdtotem 1717 beim Piraten Blackbeard auf den Bahamas lokalisieren, woraufhin das Team ohne Sara dorthin fliegt, da diese in Star City ein Date mit Ava Sharpe hat. In Nassau treffen Amaya und Mick auf feiernde Piraten, darunter Blackbeard, werden allerdings vom als Admiral der Royal Navy verkleideten Darhk überrascht, der mit Nora an seiner Seite Blackbeard dazu bringt, ihm eine Schatzkarte zum Totem zu zeichnen. Anschließend nimmt Darhk Amaya ihr Totem ab und befiehlt die Hinrichtung von Amaya, Mick und Blackbeard, aus der diese sich aber befreien können. Danach lässt Darhk die Waverider mit Kanonenkugeln beschießen, was Nate, Ray und Zari in die Flucht nach Star City 2018 treibt, wo Sara sich aufgrund dessen gezwungen sieht, ihr Date abzubrechen. Zusammen mit Blackbeard und seiner Crew verfolgen Amaya und Mick Darhk zur Insel, auf der das Totem mit seiner letzten Trägerin, Blackbeards Liebhaberin Anne Queen, begraben liegt. Nachdem Darhk Anne ausgräbt, wird diese durch die Macht des Totems lebendig und greift die Anwesenden an. Auf der Waverider erscheint Ava durch ein Zeitportal, woraufhin Nate und Ray mit deren Zeitpeiler ein Portal nach 1717 erschaffen. Dort redet Amaya beruhigend auf Anne ein, was Darhk nutzt, um diese hinterrücks zu töten. Als Nora daraufhin beginnt, Amaya die Lebenskraft zu entziehen, schießt Ray mit seiner eigens für Mallus entwickelten Nanitenkanone auf Nora, die dadurch tödlich verwundet wird. Mit dem Erdtotem in ihrem Besitz kehren Amaya, Nate und Ray auf die Waverider zurück, wo Ray jedoch sein schlechtes Gewissen plagt. Er sucht noch einmal Darhk auf und bietet ihm in Austausch für Amayas Geisttotem ein Heilmittel für Nora an, wozu Darhk einwilligt. Ray rettet Nora mit dem Heilmittel, worauf diese ihn allerdings mit Mallus’ Kraft außer Gefecht setzt. Rip hat sich derweil mit Wally angefreundet und mit seiner Hilfe Garys Zeitpeiler gestohlen.                                                  |           |                                 |                                  |                      |                                       |                    |                                                                      |                 |
| 46 | 13        | Einsatz in Berlin               | No Country for Old Dads          | 5. März 2018         | 8. Okt. 2018                          | Viet Nguyen        | Keto Shimizu & James Eagan                                           | 1,192 Mio       |
| Während das Team über das Zeitbüro eine Videobotschaft von Ray erhält, in der er sie über seine Entführung durch die Darhks informiert, erscheinen Rip und Wally durch ein Portal auf der Waverider und bieten die Zusammenarbeit an. Darhk verlangt von Ray, das beschädigte Feuertotem zu reparieren, wofür laut Ray jedoch eine kalte Fusion notwendig ist. Da der einzige Wissenschaftler, dem diese gelungen ist, Bernhardt Vogel, 1962 in Ost-Berlin von Darhk als Auftragsmörder umgebracht wurde, schickt er Nora und Ray mit dem Zeitreise-Stein nach 1962. Den beiden gelingt es zwar, Vogel vor Darhk zu bewahren, doch dieser zerstört dabei den Stein. Der ungeduldige Gegenwarts-Darhk reist daraufhin selbst nach 1962 und unterbricht Nora und Ray bei ihrem Versuch, Vogel über die Grenze zu schmuggeln, was zu einem Streitgespräch mit Nora führt. Nachdem diese anschließend vom 1962er Darhk gefangen genommen wird, fordert jener vom anderen Darhk den Austausch von Nora gegen Vogel. Amaya und Zari stellen derweil mit einer Séance Kontakt zu einer Vorfahrin Amayas her, die ihnen erklärt, dass Mallus durch die Anachronismen an Macht gewinnt. Darhk fesselt Ray und trifft sich auf einem Dach mit seinem Auftragsmörder-Ich, der Vogel anschießt und Nora vom Dach wirft. Diese kann sich aber durch das Geisttotem mit der Kraft eines Adlers retten. Ray schafft es, sich mit der Sprachsteuerung seines Anzugs zu befreien, und fliegt zum Dach, wo Vogel ihm eine Puppe übergibt, in der die Formel zur kalten Fusion steckt. Als Darhk Vogel erschießt, zerstört Ray mit einem Schuss einen Teil der Berliner Mauer, was einen so großen Anachronismus verursacht, dass die Legends ihn bemerken. Sie reisen nach 1962, wo Wally Ray mit seiner übermenschlichen Geschwindigkeit zurück an Bord holt und Darhk dabei das Feuertotem abnimmt. Bei einem Videoanruf des Zeitbüro-Direktors sieht das Team anschließend, wie dieser von Gorilla Grodd getötet wird, wodurch Ava zur neuen Direktorin wird. Diese kehrt mit Rip zum Zeitbüro zurück, während Wally beschließt, bei den Legends zu bleiben.                                            |           |                                 |                                  |                      |                                       |                    |                                                                      |                 |
| 47 | 14        | Elvis lebt!                     | Amazing Grace                    | 12. März 2018        | 15. Okt. 2018                         | David Geddes       | Matthew Maala & Tyron B. Carter                                      | 1,258 Mio.      |
| Durch einige plötzliche Veränderungen auf dem Schiff merkt das Team, dass ein Anachronismus stattgefunden hat. Gideon kann diesen in Memphis 1954 verorten, das zur Geisterstadt wurde, wodurch weder Elvis Presley noch der Rock ’n’ Roll berühmt wurden. Das Team besucht 1954 einen Gottesdienst von Elvis’ Onkel, Pfarrer Lucius, der den aufkommenden Rock ’n’ Roll als „Teufelsmusik“ verurteilt. Als Elvis ein Kirchenlied singt, reagiert Zaris Totem auf ein Totem, das in der Kopfplatte von Elvis’ Gitarre steckt. Um dieses zu untersuchen, nimmt Wally Elvis mit seiner Geschwindigkeit die Gitarre ab, während Nate und Amaya Elvis eine Kopie von der Waverider übergeben. Bei einem Auftritt merkt Elvis allerdings den Unterschied und erklärt Nate, dass ihn beim Spielen normalerweise der Geist seines verstorbenen Zwillingsbruders begleitet. Nachdem dieser sich auf der Waverider tatsächlich bei der Gitarre zeigt, entdeckt das Team, dass es sich bei Elvis’ Totem um das Todestotem handelt, welches die Geister Verstorbener kontrollieren kann. Da für Elvis am nächsten Tag eine bedeutende Aufnahme im Tonstudio ansteht, gibt Nate ihm seine Totemgitarre zurück. Nach der erfolgreichen Aufnahme erscheint jedoch Lucius im Studio, nimmt die Schallplatte an sich und lässt Elvis, Nate und Amaya vom Sheriff einsperren. Über Funk informiert Nate Zari und Wally darüber, dass der Song noch am selben Tag im Radio gespielt werden muss. Die beiden suchen Lucius in der Kirche auf und können ihn überreden, ihnen die Aufnahme zu übergeben. Wally bringt diese zur Radiostation und Zari schaltet das Radio ein, in dem daraufhin der Song zu hören ist. Dies lockt jedoch massenhaft Geister vom angrenzenden Friedhof an, woraufhin Nate, Amaya und Elvis vom angsterfüllten Sheriff freigelassen werden. Die drei begeben sich zur Kirche, wo Elvis einen Song mit seiner Gitarre spielt, durch die er die Geister, auch den seines Bruders, besänftigen und vertreiben kann. Im Anschluss überlässt Elvis Nate das Totem aus seiner Gitarre, das Ray auf dem Schiff zur Sicherheit in ein Schließfach sperrt.                               |           |                                 |                                  |                      |                                       |                    |                                                                      |                 |
| 48 | 15        | Kampf mit dem Dämonen           | Necromancing the Stone           | 19. März 2018        | 22. Okt. 2018                         | April Mullen       | Grainne Godfree & Morgan Faust                                       | 1,253 Mio.      |
| Da die Anachronismen allmählich Risse im Zeitwirbel verursachen, teilt Sara das Team auf und schickt es los, um gleichzeitig mehrere Anachronismen zu beseitigen. Während Ray an Bord bleibt und die kalte Fusion zur Wiederherstellung des Feuertotems durchführt, verspürt Sara ein Verlangen nach dem Todestotem und nimmt dieses, von einer Erscheinung ihres eigenen Ichs gedrängt, an sich. Nach ihrer Rückkehr aufs Schiff finden Amaya und Zari den bewusstlosen Ray und bringen ihn auf die Krankenstation. Danach treffen Amaya und Mick auf Sara, die durch das Todestotem unter Mallus’ Kontrolle geraten ist und die beiden angreift. Der herbeieilende Wally bringt Amaya und Mick in Sicherheit und will es daraufhin allein mit Sara aufnehmen. Indem Mallus Wally jedoch mit einer Vision seiner Ex-Freundin Jesse verwirrt, schafft Sara es, ihn mit der Anti-Speedster-Kanone außer Gefecht zu setzen. Nachdem Ava vom Team von Saras Zustand erfährt, sucht sie John Constantine auf und bittet ihn um Hilfe. Mit einem Ritual versucht dieser, sich Zutritt zur Zwischendimension zu verschaffen, in der Saras Seele gefangen ist, doch Mallus wehrt ihn ab. Zari will derweil das Jumpship für die Flucht vorbereiten, wird dabei aber von Sara entdeckt, die sie ebenfalls ausschaltet. Da Amaya vermutet, dass man Sara nur mit der Kraft eines Totems besiegen könne, erklärt Nate sich bereit, das Erdtotem zu holen. Dabei begegnet er einer Erscheinung seines Großvaters Henry, der ihm die Schuld an seinem Tod gibt und beginnt, auf ihn einzuschlagen. Amaya sieht das reparierte Feuertotem als letzte Möglichkeit, Sara Einhalt zu gebieten, und überredet Mick, dieses anzunehmen. Mit Avas Zeitpeiler erscheint Constantine auf der Waverider und zieht die Aufmerksamkeit von Sara auf sich, ohne sie aber zur Besinnung bringen zu können. Stattdessen jedoch gelingt es Mick mit der Kraft des Feuertotems, Sara aufzuhalten, woraufhin Ava ihr das Todestotem abnimmt. Sara erhält die Kontrolle über sich zurück und beendet im Anschluss ihre Beziehung mit Ava, aus Angst, sie mit ihrer dunklen Seite zu verletzen.                          |           |                                 |                                  |                      |                                       |                    |                                                                      |                 |
| 49 | 16        | Ein Klon kommt selten allein    | I, Ava                           | 26. März 2018        | 29. Okt. 2018                         | Dean Choe          | Ray Utarnachitt & Daphne Miles                                       | 1,276 Mio.      |
| Als Nate und Wally durch einen Zeitungsartikel von der Verletzung Maris bei einem Einsatz erfahren, beschließen sie mit Amayas Einverständnis, Mari in Detroit 2018 aufzusuchen. Nachdem Sara von Gary über Avas Verschwinden informiert wird, begeben sie sich mit Ray zum Zeitbüro und entdecken in Avas Büro, dass deren Personalakte gelöscht wurde. Durch eine Geburtstagskarte finden sie den Wohnort ihrer Eltern, die sich bei einem Besuch jedoch als Schauspieler in der Rolle von Avas Eltern entpuppen. In Detroit treffen Nate und Wally auf Kuasa, die ihnen erklärt, dass sie Mari nach dem Verlust ihres Totems beschützen will. Sie einigen sich darauf, den Darhks das Geisttotem abzunehmen, wofür Nate Wally zurück zur Waverider schickt. Ava kehrt derweil ins Zeitbüro zurück, wo Sara ihr heimlich ihren Zeitpeiler abnimmt, mit dem sie, Ray und Gary herausfinden, dass die Informationen zu Avas erster Mission, Vancouver 2213, gesperrt sind. Die drei kapern das Zeitbüro-Mutterschiff und fliegen nach 2213, wo sie sehen, dass es sich bei Ava um einen Klon handelt, der in der Stadt vielfach als Ordnungshüter eingesetzt wird. Im Klonlabor erscheint vor ihnen durch ein Portal Ava, die sie wegen des Diebstahls des Schiffs aufgespürt hat und nun erfährt, dass sie ein Klon ist. Anschließend müssen sich die vier durch eine Schar von Ava-Klonen kämpfen, bevor sie mit dem Schiff die Flucht ergreifen. Indem Nate sich von Kuasa fesseln lässt, locken sie die Darhks an, von denen Kuasa im Austausch für Nate das Geisttotem erhält. Als Kuasa Nate jedoch zurücklässt und Amaya ihr Totem überbringt, macht sich Amaya mit Wally auf den Weg, um Nate zu retten. Die von Mallus kontrollierte Nora erweist sich zwar als zu stark für die beiden, doch die nachkommende Kuasa schafft es, Nate zu befreien. Im Anschluss reißt Nora Kuasa allerdings das Wassertotem aus ihrem Körper und tötet sie damit, woraufhin die anderen drei fliehen. Auf der Waverider offenbart Sara Ava ihre Vermutung, dass Rip ihre Akte gelöscht hat. Amaya fliegt schließlich mit dem Jumpship nach Sambesi 1992, um ihr Dorf zu retten.                 |           |                                 |                                  |                      |                                       |                    |                                                                      |                 |
| 50 | 17        | Gaststar: John Noble            | Guest Starring John Noble        | 2. Apr. 2018         | 5. Nov. 2018                          | Ralph Hemecker     | Keto Shimizu & James Eagan                                           | 1,232 Mio.      |
| Sara schickt Nate und Wally nach Sambesi 1992, um zu verhindern, dass Amaya durch das Beschützen ihres Dorfes vor den Warlords einen Anachronismus erzeugt, der dazu führt, dass Mallus aus seinem Gefängnis entkommt. Von Rip informiert bewahrt das Team 1979 Barack Obama vor Grodd, den Ray mit seinem Handschuh schrumpft und einsperrt. Darhk bedauert mittlerweile, dass er seine Tochter an Mallus verliert, und bittet die Legends um Hilfe. Als Vertrauensbeweis übergibt er ihnen das Wassertotem und verleiht einem auf den Boden gezeichneten Zaubersymbol gegen Mallus seine Wirkung. In Sambesi treffen Nate und Wally auf Amaya und sehen, dass deren Tochter Esi sich weigert, das Geisttotem von der älteren Amaya anzunehmen. Nate ändert seine Meinung und hilft Amaya dabei, Esi von der Annahme des Totems zu überzeugen, sodass diese ihr Dorf beschützen kann. Nachdem Sara sich dazu überwindet, mit Darhk zusammenzuarbeiten, schlägt Ray vor, mit geschrumpftem Anzug in Noras Gehörgänge zu fliegen und dort Mallus’ Stimme nachzuahmen. Aufgrund der Ähnlichkeit seiner Stimme sucht Ray den Schauspieler John Noble 1999 beim Dreh zu Der Herr der Ringe auf und lässt ihn einen Text für Mallus einsprechen. Danach begibt er sich in geschrumpfter Form mit Darhk zu Nora, die er durch das Abspielen von Nobles Stimme in ihrem Kopf auf die Waverider in das Zaubersymbol locken kann, welches Nora einsperrt. Als Wally dem Team mitteilt, dass Amaya sich nicht von ihrem Vorhaben abbringen lässt, beschließt Sara, den Ausbruch Mallus’ zuzulassen und ihn mit den sechs Totems zu bekämpfen. Das Team verteilt diese unter sich und bringt Nora nach Sambesi, wo statt den Warlords jedoch Grodd erscheint. Diesen hat Darhk insgeheim freigelassen, in der Hoffnung, mit der Zerstörung des Dorfes die Geschichte zu bewahren und seine Tochter so vor Mallus zu retten. Mit dem Erdtotem hilft Nate Esi, Grodd zu stoppen, was zur Folge hat, dass Mallus aus Nora herausbricht und sich in seiner echten Gestalt als mehrere Meter großes, geflügeltes Ungeheuer zeigt.                                                                        |           |                                 |                                  |                      |                                       |                    |                                                                      |                 |
| 51 | 18        | Die Macht der sechs Totems      | The Good, the Bad and the Cuddly | 9. Apr. 2018         | 12. Nov. 2018                         | Dermott Downs      | Marc Guggenheim & Phil Klemmer                                       | 1,411 Mio.      |
| Da sich Mallus als zu stark erweist, entfernt Rip den Zeitantrieb der Waverider und opfert sich, indem er diesen vor Mallus detonieren lässt, was jenen in eine andere Zeit befördert. Nachdem die Crew den Antrieb des Jumpships auf die Waverider umleitet, fliegen sie nach Salvation 1874, der Stadt von Jonah Hex, um die Totems vor Mallus zu verstecken. Dort erscheinen jedoch die von Mallus kontrollierten Julius Cäsar, Blackbeard und Leif Erikssons Schwester Freydís, welche bis zum nächsten Tag die Übergabe der sechs Totems fordern. Bei einer Séance sieht Amaya mit Nate die allerersten Totemträger aus Sambesi und erkennt, dass das Team die Totems zu einer Einheit verbinden muss. Dafür führt Amaya mit allen ein Ritual durch, an dessen Ende sie aber nur eine missgebildete Kreatur erschaffen. Durch ein von Zari ausgesandtes Notsignal kommen dem Team Ava, Jackson, die geläuterte Kuasa und Helena von Troja zur Hilfe. Ray ist mit Darhk und dem Jumpship derweil nach Sambesi 1992 gereist, um Nora von Mallus befreien. Ein Schuss mit Rays Nanitenkanone schwächt Nora so sehr, dass Mallus sie verlässt und Dahrks Körper übernimmt, welcher dadurch stirbt. Ray bringt Nora aufs Jumpship und fliegt zurück zur Waverider, wo er sie mit einem Heilmittel rettet. In Salvation tauchen Cäsar, Blackbeard und Freydís mit ihren jeweiligen Armeen auf, doch Sara weigert sich, die Totems auszuhändigen. Als daraufhin ein Kampf entsteht, zu dem später Mallus dazustößt, führen die Legends noch einmal das Ritual durch, wobei es ihnen gelingt, einen riesigen Beebo zu erschaffen. Dieser kann es mit Mallus aufnehmen und vernichtet ihn, indem er aus großer Höhe auf ihm landet. Das Zeitbüro löscht allen Mallus-Kämpfern die Erinnerung und Amaya vertraut Kuasa die Totems an. Anschließend verabschiedet sich Amaya, um wieder in Sambesi 1942 zu leben. Beim Sonnen am Strand von Aruba wird das Team schließlich von Constantine und Gary aufgesucht, von denen ersterer ihnen anhand eines abgetrennten Dämonenkopfs zeigt, dass Mallus nicht der einzige Dämon war, der befreit wurde.                                            |           |                                 |                                  |                      |                                       |                    |                                                                      |                 |

## Staffel 4
Die Erstausstrahlung der vierten Staffel war vom 22. Oktober 2018 bis zum 20. Mai 2019 auf dem US-amerikanischen Sender The CW zu sehen. Vom 30. März 2020 bis 10. August 2020 sendete ProSieben Maxx die deutschsprachige Erstausstrahlung.
| Nr. (ges.) | Nr. (St.) | Deutscher Titel            | Originaltitel                          | Erstausstrahlung USA | Deutschsprachige Erstausstrahlung (D) | Regie              | Drehbuch                           | Zuschauer (USA) |
| ---------- | --------- | -------------------------- | -------------------------------------- | -------------------- | ------------------------------------- | ------------------ | ---------------------------------- | --------------- |
| 52         | 1         | Das Einhorn aus der Hölle  | The Virgin Gary                        | 22. Okt. 2018        | 30. März 2020                         | Gregory Smith      | Phil Klemmer & Grainne Godfree     | 0,996 Mio.      |
| 53         | 2         | Hexenjagd                  | Witch Hunt                             | 29. Okt. 2018        | 6. Apr. 2020                          | Kevin Mock         | Keto Shimizu & Matthew Maala       | 0,942 Mio.      |
| 54         | 3         | Dancing Queen              | Dancing Queen                          | 5. Nov. 2018         | 20. Apr. 2020                         | Kristin Windell    | James Eagan & Morgan Faust         | 0,858 Mio.      |
| 55         | 4         | Ferienlager des Grauens    | Wet Hot American Bummer                | 12. Nov. 2018        | 27. Apr. 2020                         | David Geddes       | Ray Utarnachitt & Tyrone B. Carter | 0,898 Mio.      |
| 56         | 5         | Garima vs. Tagumo          | Tagumo Attacks!!!                      | 19. Nov. 2018        | 4. Mai 2020                           | Alexandra La Roche | Keto Shimizu & Ubah Mohammed       | 0,906 Mio.      |
| 57         | 6         | Wiegenlied für ein Monster | Tender Is the Nate                     | 26. Nov. 2018        | 11. Mai 2020                          | Dean Choe          | Phil Klemmer & Matthew Maala       | 0,973 Mio.      |
| 58         | 7         | Mike, die Mörderpuppe      | Hell No, Dolly!                        | 3. Dez. 2018         | 18. Mai 2020                          | April Mullen       | Grainne Godfree & Morgan Faust     | 0,933 Mio.      |
| 59         | 8         | Zeitlinienchaos            | Legends of To-Meow-Meow                | 10. Dez. 2018        | 25. Mai 2020                          | Ben Bray           | James Eagan & Ray Utarnachitt      | 1,096 Mio.      |
| 60         | 9         | Der Werwolf im Ring        | Lucha de Apuestas                      | 1. Apr. 2019         | 6. Juli 2020                          | Andrew Kasch       | Keto Shimizu & Tyrone B. Carter    | 0,916 Mio.      |
| 61         | 10        | Nichts als die Wahrheit    | The Getaway                            | 8. Apr. 2019         | 6. Juli 2020                          | Viet Nguyen        | Matthew Maala & Ubah Mohammed      | 0,947 Mio.      |
| 62         | 11        | Séance und Sinnlichkeit    | Séance & Sensibility                   | 15. Apr. 2019        | 13. Juli 2020                         | Alexandra La Roche | Grainne Godfree & Jackie Canino    | 0,978 Mio.      |
| 63         | 12        | Im Fegefeuer               | The Eggplant, the Witch & the Wardrobe | 22. Apr. 2019        | 13. Juli 2020                         | Mairzee Almas      | Morgan Faust & Daphne Miles        | 0,853 Mio.      |
| 64         | 13        | Das Drachenei              | Egg MacGuffin                          | 29. Apr. 2019        | 20. Juli 2020                         | Chris Tammaro      | James Eagan & Tyron B. Carter      | 0,905 Mio.      |
| 65         | 14        | Der Höllennippel           | Nip / Stuck                            | 6. Mai 2019          | 27. Juli 2020                         | David Geddes       | Ray Utarnachitt & Matthew Maala    | 0,937 Mio.      |
| 66         | 15        | Das Triumvirat der Teufel  | Terms of Service                       | 13. Mai 2019         | 3. Aug. 2020                          | April Mullen       | Grainne Godfree & Ubah Mohammed    | 0,987 Mio.      |
| 67         | 16        | Willkommen in Heyworld!    | Hey, World!                            | 20. Mai 2019         | 10. Aug. 2020                         | Kevin Mock         | Phil Klemmer & Keto Shimizu        | 1,047 Mio.      |

## Staffel 5
Die Erstausstrahlung der fünften Staffel war vom 14. Januar bis zum 2. Juni 2020 auf dem US-amerikanischen Sender The CW zu sehen. Die deutschsprachige Erstausstrahlung sendete der deutsche Free-TV-Sender ProSieben Maxx vom 17. August bis zum 23. November 2020.
| Nr. (ges.) | Nr. (St.) | Deutscher Titel                                  | Originaltitel                        | Erstausstrahlung USA | Deutschsprachige Erstausstrahlung (D) | Regie              | Drehbuch                                            | Zuschauer (USA) |
| ---------- | --------- | ------------------------------------------------ | ------------------------------------ | -------------------- | ------------------------------------- | ------------------ | --------------------------------------------------- | --------------- |
| 68         | 0         | Krise der Parallelerden – Teil 5                 | Crisis on Infinite Earths: Part Five | 14. Jan. 2020        | 17. Aug. 2020                         | Gregory Smith      | Keto Shimizu & Ubah Mohamed                         | 1,352 Mio.      |
| 69         | 1         | Legends Live                                     | Meet the Legends                     | 21. Jan. 2020        | 24. Aug. 2020                         | Kevin Mock         | Grainne Godfree & James Eagan                       | 0,716 Mio.      |
| 70         | 2         | Ein Revolver aus der Hölle                       | Miss Me, Kiss Me, Love Me            | 4. Feb. 2020         | 31. Aug. 2020                         | David Geddes       | Ray Utarnachitt                                     | 0,788 Mio.      |
| 71         | 3         | Ein Killer ist nicht tot zu kriegen              | Slay Anything                        | 11. Feb. 2020        | 7. Sep. 2020                          | Alexandra La Roche | Matthew Maala & Tyron B. Carter                     | 0,735 Mio.      |
| 72         | 4         | Das magische Parfüm                              | A Head of Her Time                   | 18. Feb. 2020        | 14. Sep. 2020                         | Avi Youabian       | Morgan Faust                                        | 0,719 Mio.      |
| 73         | 5         | Dschinghis Khan und die Göttinnen des Schicksals | Mortal Khanbat                       | 25. Feb. 2020        | 21. Sep. 2020                         | Caity Lotz         | Grainne Godfree & Mark Bruner                       | 0,744 Mio.      |
| 74         | 6         | Mein höllischer Schwiegervater                   | Mr. Parker's Cul-De-Sac              | 10. März 2020        | 28. Sep. 2020                         | Ben Bray           | Keto Shimizu & James Eagan                          | 0,734 Mio.      |
| 75         | 7         | Romeo vs. Julia: Der Kampf um die Gerechtigkeit  | Romeo vs. Juliet: Dawn of Justness   | 17. März 2020        | 5. Okt. 2020                          | Alexandra La Roche | Ray Utarnachitt & Matthew Maala                     | 0,669 Mio.      |
| 76         | 8         | Geschwisterhiebe                                 | Zari, Not Zari                       | 21. Apr. 2020        | 12. Okt. 2020                         | Kevin Mock         | Morgan Faust & Tyron Carter                         | 0,647 Mio.      |
| 77         | 9         | Wer nicht sucht, der findet …                    | The Great British Fake-Off           | 28. Apr. 2020        | 19. Okt. 2020                         | David Geddes       | Jackie Canino                                       | 0,690 Mio.      |
| 78         | 10        | Höllenhund an Bord                               | Ship Broken                          | 5. Mai 2020          | 26. Okt. 2020                         | Andi Armaganian    | James Eagan & Mark Bruner                           | 0,721 Mio.      |
| 79         | 11        | Der Kelch des Dionysos                           | Freaks and Greeks                    | 12. Mai 2020         | 2. Nov. 2020                          | Nico Sachse        | Matthew Maala and Ubah Mohammed                     | 0,664 Mio.      |
| 80         | 12        | Götter für einen Tag                             | I Am Legends                         | 19. Mai 2020         | 9. Nov. 2020                          | Andrew Kasch       | Leah Pouillot & Emily Cheever Idee: Ray Utarnachitt | 0,798 Mio.      |
| 81         | 13        | Gefangen im Fernsehen                            | The One Where We’re Trapped On TV    | 26. Mai 2020         | 16. Nov. 2020                         | Marc Guggenheim    | Grainne Godfree & James Eagan                       | 0,760 Mio.      |
| 82         | 14        | Es lebe der freie Wille!                         | Swan Thong                           | 2. Juni 2020         | 23. Nov. 2020                         | Kevin Mock         | Keto Shimizu & Morgan Faust                         | 0,725 Mio.      |

## Staffel 6
Die Erstausstrahlung der sechsten Staffel wurde vom 2. Mai bis zum 5. September 2021 auf dem US-amerikanischen Sender The CW gesendet. In Deutschland lief die sechste Staffel vom 1. November bis zum 13. Dezember 2021 auf ProSieben Maxx.
| Nr. (ges.) | Nr. (St.) | Deutscher Titel                     | Originaltitel                | Erstausstrahlung USA | Deutschsprachige Erstausstrahlung (D) | Regie                     | Drehbuch                                   | Zuschauer (USA) |
| ---------- | --------- | ----------------------------------- | ---------------------------- | -------------------- | ------------------------------------- | ------------------------- | ------------------------------------------ | --------------- |
| 83         | 1         | Space Girl                          | Ground Control to Sara Lance | 2. Mai 2021          | 1. Nov. 2021                          | Kevin Mock                | James Eagan & Mark Bruner                  | 0,440 Mio.      |
| 84         | 2         | Fleischeslust                       | Meat: The Legends            | 9. Mai 2021          | 1. Nov. 2021                          | Rachel Talalay            | Matthew Maala & Morgan Faust               | 0,470 Mio.      |
| 85         | 3         | Der Kampf um den Thron              | The Ex-Factor                | 16. Mai 2021         | 8. Nov. 2021                          | David A. Geddes           | Grainne Godfree & Tyron B. Carter          | 0,380 Mio.      |
| 86         | 4         | Chaos auf Kuba                      | Bay of Squids                | 23. Mai 2021         | 8. Nov. 2021                          | Sudz Sutherland           | Phil Klemmer                               | 0,420 Mio.      |
| 87         | 5         | Die Schöne und der Hexenmeister     | The Satanist's Apprentice    | 6. Juni 2021         | 15. Nov. 2021                         | Caity Lotz                | Keto Shimizu & Ray Utarnachitt             | 0,420 Mio.      |
| 88         | 6         | Das reinste Irrenhaus               | Bishop's Gambit              | 13. Juni 2021        | 15. Nov. 2021                         | Kevin Mock                | James Eagan & Emily Cheever                | 0,41 Mio.       |
| 89         | 7         | Sara 2.0                            | Back to the Finale: Part II  | 20. Juni 2021        | 22. Nov. 2021                         | Glen Winter               | Morgan Faust & Mark Bruner                 | 0,45 Mio.       |
| 90         | 8         | Goldwurm                            | Stressed Western             | 27. Juni 2021        | 22. Nov. 2021                         | David Ramsey              | Matthew Maala                              | 0,44 Mio.       |
| 91         | 9         | Das Baby aus dem Weltall            | This is Gus                  | 11. Juli 2021        | 29. Nov. 2021                         | Eric Dean Seaton          | Tyron B. Carter                            | 0,40 Mio.       |
| 92         | 10        | Die Quelle der ewigen Macht         | Bad Blood                    | 18. Juli 2021        | 29. Nov. 2021                         | Alexandra La Roche        | Grainne Godfree                            | 0,39 Mio.       |
| 93         | 11        | Die Bowlingbahn am Ende der Galaxis | The Final Frame              | 8. Aug. 2021         | 6. Dez. 2021                          | Jes Macallan              | James Eagan & Ray Utarnachitt              | 0,45 Mio.       |
| 94         | 12        | Das Spiel mit der Bestie            | Bored on Board Onboard       | 15. Aug. 2021        | 6. Dez. 2021                          | Harry Jierjian            | Keto Shimizu & Leah Poulliot               | 0,35 Mio.       |
| 95         | 13        | Der Dämon in dir                    | Silence of the Sonograms     | 22. Aug. 2021        | 13. Dez. 2021                         | Nico Sachse               | Phil Klemmer & Morgan Faust                | 0,41 Mio.       |
| 96         | 14        | Ein Ei kommt selten allein          | There Will Be Brood          | 29. Aug. 2021        | 13. Dez. 2021                         | Maisie Richardson-Sellers | Ray Utarnachitt & Marcelena Campos Mayhorn | 0,43 Mio.       |
| 97         | 15        | Der Sinn des Lebens                 | The Fungus Amongus           | 5. Sep. 2021         | 13. Dez. 2021                         | David A. Geddes           | Keto Shimizu & James Eagan                 | 0,39 Mio.       |

## Staffel 7
Die Erstausstrahlung der siebten Staffel wird seit dem 13. Oktober 2021 auf dem US-amerikanischen Sender The CW gesendet. In Deutschland wird Staffel 7 ab dem 19. Mai auf ProSieben Maxx zu sehen sein.
| Nr. (ges.) | Nr. (St.) | Deutscher Titel                 | Originaltitel                                    | Erstausstrahlung USA | Deutschsprachige Erstausstrahlung (D) | Regie                     | Drehbuch                                | Zuschauer (USA) |
| ---------- | --------- | ------------------------------- | ------------------------------------------------ | -------------------- | ------------------------------------- | ------------------------- | --------------------------------------- | --------------- |
| 98         | 1         | Ballernde Blondinen             | The Bullet Blondes                               | 13. Okt. 2021        | 19. Mai 2025                          | Kevin Mock                | James Eagan & Ray Utarnachitt           | 0,590 Mio.      |
| 99         | 2         | Alle gegen Edgar                | The Need for Speed                               | 20. Okt. 2021        | 26. Mai 2025                          | Alexandra La Roche        | Morgan Faust & Marcelena Campos Mayhorn | 0,520 Mio.      |
| 100        | 3         | Willkommen im Team, Gideon      | wvrdr_error_100<oest-of-th3-gs.gid30n> not found | 27. Okt. 2021        | 2. Juni 2025                          | Caity Lotz                | Phil Klemmer & Matthew Maala            | 0,510 Mio.      |
| 101        | 4         | Showdown in der Flüsterkneipe   | Speakeasy Does It                                | 3. Nov. 2021         | 9. Juni 2025                          | Kristin Windell           | Keto Shimizu & Emily Cheever            | 0,56 Mio.       |
| 102        | 5         | Du sollst mein Glücksstein sein | It's a Mad, Mad, Mad, Mad Scientist              | 10. Nov. 2021        | 16. Juni 2025                         | Andrew Kasch              | Paiman Kalayeh & Mark Bruner            | 0,48 Mio.       |
| 103        | 6         | Deus Ex Latrina                 | Deus Ex Latrina                                  | 17. Nov. 2021        | 23. Juni 2025                         | Nico Sachse               | Ray Utarnachitt & Mercedes Valle        | 0,50 Mio.       |
| 104        | 7         | Der Platz einer Frau            | A Woman's Place is in the War Effort!            | 24. Nov. 2021        | 30. Juni 2025                         | Glen Winter               | Morgan Faust & Leah Poulliot            | 0,50 Mio.       |
| 105        | 8         | Paranoide Androiden             | Paranoid Android                                 | 12. Jan. 2022        | 7. Juli 2025                          | David Geddes              | Phil Klemmer & Marcelena Campos Mayhorn | 0,56 Mio.       |
| 106        | 9         | Drama, Baby                     | Lowest Common Demoninator                        | 19. Jan. 2022        | 14. Juli 2025                         | Eric Dean Seaton          | James Eagan & Emily Cheever             | 0,55 Mio.       |
| 107        | 10        | Fixpunkt                        | The Fixed Point                                  | 26. Jan. 2022        | 21. Juli 2025                         | Maisie Richardson-Sellers | Matthew Maala & Paiman Kalayeh          | 0,57 Mio.       |
| 108        | 11        | Kampf gegen die Maschinen       | Rage Against The Machines                        | 2. Feb. 2022         | 28. Juli 2025                         | Jess Macallan             | Mark Bruner & Mercedes Valle            | 0,64 Mio.       |
| 109        | 12        | Blick in die Zukunft            | Too Legit to Quit                                | 23. Feb. 2022        | 4. Aug. 2025                          | Sudz Sutherland           | Morgan Faust & Leah Poulliot            | 0,43 Mio.       |
| 110        | 13        | Gideon gegen Gideon             | Knocked Down, Knocked Up                         | 2. März 2022         | 11. Aug. 2025                         | Kevin Mock                | Phil Klemmer & Keto Shimizu             | 0,46 Mio.       |